# スタートレック:ディスカバリー
『スタートレック:ディスカバリー』（英: Star Trek: Discovery、略称 DSCあるいはDIS）はParamount+（旧称CBS All Access）によるアメリカのSFドラマであり、『スタートレック』メディア・フランチャイズの6作目の実写テレビドラマシリーズである。

## 概要
2005年に『スタートレック:エンタープライズ』が終了して以来12年ぶりの新作ドラマシリーズである。黒人女性が主人公となる初のシリーズ作品で、ソネクア・マーティン=グリーンが主演を務めている。また、宇宙船を舞台としながら船長以外を主人公とする初のシリーズ作品でもある。なおシーズン3途中からは船長となる。
シーズン2までは、シリーズ第1作『宇宙大作戦』の約10年前（2256年～）に時代が設定されており、2009年の劇場版第11作『スター・トレック』から始まる時間軸「ケルヴィン・タイムライン」との関連はない。従来のドラマシリーズ等と同じ時間軸「プライム・タイムライン」の出来事とされている。シーズン3からは、タイムトラベルで舞台が32世紀へ移る。
ちなみに、主役となる艦が第一話からは登場しない初のシリーズでもある。（シリーズの冠名にもなっている主役艦USSディスカバリーが作中で初登場するのは第3話からである）

## 公開
シーズン1第1話のみCBS All Access（後にParamount+と改名）で配信される前にCBSで地上波放送された。15話からなるシーズン1は2017年9月24日から初週は2話、以降は週に1話ずつ配信された。シーズン1は2部構成となっており、9話からなる第1部は2017年11月12日までに配信され、6話からなる第2部は2018年1月7日から2月11日にかけて配信された。2017年10月23日には14話からなるシーズン2の制作が発表され、2019年1月17日より配信された。2019年2月27日に、13エピソードからなるシーズン3の製作が発表され、2020年10月15日より配信された。シーズン4の製作が2020年10月に発表され、2021年11月18日より配信された。2024年4月4日からは最終シーズンとなるシーズン5が配信された。

### Netflixによる独占配信とその終了
アメリカとカナダ以外の地域では、シーズン1から3まではNetflixの独占配信となっていたが、シーズン4配信開始直前の2021年11月17日をもって全シーズンが配信停止となった。北米以外の配信は、2022年以降に順次世界展開するParamount+で行われると発表された。2021年11月24日以降、世界各国でParamount+により、あるいはそれぞれの国の他のデジタル配信プラットフォームによって、2021年11月26日より配信が開始された。

### 日本での公開
Netflixの独占配信によりシーズン1から3まで視聴可能であったが、各国と同様に2021年11月17日以降は終了した。その後、Google TVやAmazon Prime Videoなどがシーズン1から4の配信（サブスクリプションではなく購入またはレンタルのみ）を開始し全話の視聴が可能となった。
2023年12月からは、ビデオ・オン・デマンドサービスのWOWOWオンデマンドおよびJ:COM STREAMにて、2024年4月17日からはAmazon Prime Video上の付加サービスParamount+チャンネルにて、シーズン1-4および最終シーズン5が配信されている。
また、シーズン1から4のDVD/Blu-Rayがパラマウントから発売されている。スーパー!ドラマTVでは2019年9月28日からシーズン1が放送され、2021年6月24日からはシーズン2が放送され、2023年5月12日からはシーズン3が放送されている。
日本語吹替版の監修は、『スタートレック:ディープ・スペース・ナイン』のノベライズ版を翻訳した丹羽正之が担当している。なお、Netflix配信のシーズン1の字幕では、実在の言語に加えてクリンゴン語の字幕が選択可能となっていた。

## 登場人物
※ 演の括弧内は日本語吹き替え。

### U.S.S.ディスカバリーNCC-1031
クロスフィールド級宇宙艦。全長750.5メートル。リング状の円盤部と三角形の第2船体、金色の塗装が特徴。300もの科学実験を同時に行える科学艦で、特に「活性マイセリウム胞子転移ドライブ」というトランスワープ技術の実験・運用を行う。23世紀においてディスカバリーの消失とともにその技術も記録から抹消される。時空移動した32世紀では高速ワープドライブに必要なダイリチウムが枯渇しているため、ダイリチウムなしでどこにでも移動できるディスカバリーは、未来においても特別で有用な存在となる。
- マイケル・バーナム
  - 演 : ソネクア・マーティン＝グリーン（S1～S3：よのひかり、 S4-：本田貴子）
  - 中佐→大佐（S4）→大将（S5 最終回）。当初は中佐で、U.S.S.シェンジョウNCC-1227の副長として登場。S1ではクリンゴン帝国との紛争の引鉄を引いたとして反逆罪に問われ、階級を剥奪された上で終身刑を宣告される。囚人護送中にU.S.S.ディスカバリーのガブリエル・ロルカ船長に戦時徴用されて同船にシルバーの制服の科学士官として乗務する。その後クリンゴン帝国の惑星連邦侵攻を食い止めた功績を評価され、恩赦を受け中佐に復帰する。
  - シーズン3では一時的に副長となりその後科学部門主任に降格されるも、最終話で大佐に昇進。シーズン4からはディスカバリーの船長となる。
  - 数十年後と思われるシーズン5の最終回では大将に昇進し、ブックとの間に息子をもうけている。
  - 幼少期に戦闘種族クリンゴン人に襲撃されて孤児となり、バルカン人のサレク大使に引き取られ、スポックの義理の姉となる。バルカン学習センターおよび科学アカデミーを卒業した初の地球人で、地球人の熱さとバルカン人の冷静さを併せ持つ。
  - 鏡像宇宙ではI.S.S.シェンジョウの前船長で、テラン帝国のフィリッパ・ジョージャウ皇帝にゴミの山から拾われた養女。
- ガブリエル・ロルカ
  - 演 : ジェイソン・アイザックス（咲野俊介）
  - 大佐。2256年、U.S.S.ディスカバリーの初登場時の船長。天才的な戦術家であり、微妙に南部訛りがある。好戦性を見せ、私室には多くの生物の標本を飾る。強い光に弱い光過敏症であるが、船長を務めたU.S.S.ブランを失った思い出だとして治療を避ける。高い能力を持つマイケルを戦時徴用しディスカバリーに乗船させる。
  - その正体は鏡像宇宙から来たもう一人のロルカ船長であり、そこではテラン帝国皇帝に反旗を翻す反逆者であり、光過敏症は鏡像宇宙のテラン人の特徴でもある。鏡像宇宙ではマイケルを利用して皇帝に近づき反乱を起こすも失敗し、皇帝に殺害される。(S1)
- クリストファー・パイク
  - 演 : アンソン・マウント（てらそままさき）
  - 大佐。ジョージャウ船長に次いでU.S.S.ディスカバリーの船長となる。U.S.S.エンタープライズNCC-1701 の船長（カーク船長の前任）であったが、艦隊司令部からの特別指令を受け、機能不全に陥ったU.S.S.エンタープライズからU.S.S.ディスカバリーの船長に転任する。エンタープライズの修復後はエンタープライズ船長に復帰する。行動力がある有能なリーダーで、ユーモアのある台詞を好む真面目で責任感がある人物。艦隊司令部からの信頼は厚い。(S2)
  - U.S.S.エンタープライズに復帰後のパイクやスポックらの任務が『スタートレック:ストレンジ・ニュー・ワールド』で描かれる。
- サルー
  - 演 : ダグ・ジョーンズ（桐本拓哉）
  - 中佐→大佐（S4）→連邦大使。U.S.S.シェンジョウ時代のマイケルの同僚。のちにU.S.S.ディスカバリー副長。S3では船長となるも辞して故郷に戻る。S4では大佐のままディスカバリーに戻り副長としてマイケルに仕える。技術的には後進的なケルピアン人でカミナー星の出身。ワープ技術を持つ捕食種族バウル人の通信機を盗んで発信したことで連邦の注意を惹き、当時大尉であったフィリッパ・ジョージャウに「艦隊の誓い」を厳守することを条件に艦隊にスカウトされる[注釈 3] 。
  - 90もの言語を話すことができる。ケルピアン人は被食種族であり、強い警戒心と死の到来を感知するリスク神経を備えるため、当初はどこか臆病な性格であった。しかし「ヴァハライ」と呼ばれるリスク神経を失う生理的変化（死期だと思われていた）を体験した後には、ジョージャウ相手でもひるまない勇猛さを持ち合わせるようになる。プロデューサーによれば「スポックやデータに相当するキャラクター」とされている。
  - シーズン4でのマイケルを支える副長になるという立場は、かつて彼が描いていた未来でもあるためか、シーズン3までより自然で良好な関係を築けている。
  - シーズン5ではレイナー副長を後任にディスカバリーを退艦し、連邦大使に就任。ニバー（元バルカン星）大統領トゥリナと結婚する。
  - 鏡像宇宙ではI.S.S.シェンジョウ船上の名もない奴隷。
- ポール・スタメッツ
  - 演 : アンソニー・ラップ（川中子雅人）
  - 大尉→少佐（S2）→中佐（S4）。ディスカバリーの機関主任ではあるが青の制服の科学士官。同性愛者。本来は宇宙菌類学者の科学士官で、U.S.S.ディスカバリー固有の移動手段である胞子転移ドライブを研究する。クマムシの遺伝子を自らに注射して胞子ドライブを制御できるようになり、タイムループの影響を受けない存在になり、時間の流れも理解できるようになる。名前のモデルは、実在の真菌学者ポール・スタメッツ（英語版） 。
  - 鏡像宇宙では、S1ではロルカの反乱に加担したのちに裏切り、皇帝旗艦(宮廷艦)に乗務するが、ロルカに殺される。S3の別の時間線では、宮廷艦カロンの進水式で皇帝の暗殺に失敗して返り討ちになる。
- シルビア・ティリー
  - 演 : メアリー・ワイズマン（英語版）（坂井恭子）
  - 士官候補生→少尉（S2）→中尉（S4）。マイケルと同室の乗組員。宇宙艦隊アカデミー 最終学年の士官候補生で、船長を目指す指揮官育成カリキュラムを実地のU.S.S.ディスカバリーで受けている。若く有能であるがおしゃべりで、経験不足で精神力が弱い。
  - シーズン3の3189年の未来では、マイケルの降格に伴い、サルー船長のもとで臨時副長となる。シーズン4ではディスカバリーを退艦し復活した宇宙艦隊アカデミーの教官に異動。
  - 鏡像宇宙ではI.S.S.ディスカバリーの船長で、「キリー（殺し屋）船長」の異名を持つ。
  - シーズン5では一時的にディスカバリーの科学士官に復職。
- アッシュ・タイラー
  - 演 : シャザド・ラティフ（英語版）（加瀬康之）
  - 大尉。クリンゴン艦に囚われていたが、ロルカ船長と共に脱出し、U.S.S.ディスカバリーの保安主任に任命される。ロルカの信頼を得、マイケルとも恋仲になるが、その正体は過激な整形手術と本物のアッシュ・タイラー大尉の記憶・精神の移植を受けたクリンゴン人のヴォークであると判明する。
  - S2ではクリンゴン母星クロノスに戻り、帝国総裁ルレルを支えるが、ルレルとの間に生まれた子を政争から守るために死を装って脱出する。その後は惑星連邦の秘密組織・セクション31の一員となり、連絡員としてU.S.S.ディスカバリーに乗船する。セクション31との戦いでは離脱してクリンゴン艦隊を率いて戻り、ディスカバリーを守る。(S1-S2)
- ヒュー・カルバー
  - 演 : ウィルソン・クルーズ（英語版）（奈良徹）
  - 中佐。医療部長で、スタメッツの恋人。クリンゴン人の記憶が蘇り、錯乱したアッシュ・タイラー大尉に頸骨を折られて死亡する。しかしスタメッツの介在によりマイセリウム胞子網内に魂が移動されており、救出されてU.S.S.ディスカバリーに戻る。復活したものの、古傷もない新しい体に違和感を覚え、交友関係に悩む。
  - シーズン4ではカウンセラーも兼任。
- ランドリー
  - 演 : レッカ・シャルマ（藤貴子）
  - 中佐。当初は保安部長。巨大クマムシ型生物に襲われ死亡。鏡像宇宙では反逆者の一員。(S1,S3)
- エアリアム
  - 演 : Sara Mitich,Hannah Cheesman（大津愛理）
  - 少佐。かつて地球人女性であったサイボーグで、科学士官。船長や副長が不在の際に臨時の指揮官を務めることもある。未来のAI"コントロール"が送り込んだウイルスにより体の制御を奪われて敵対行動をとり、ナーン中佐にエアロックから排出されて死亡する。(S1-S3)
  - S3の鏡像宇宙ではサイボーグになっておらず、生身の人間の状態で皇帝旗艦（宮廷艦）乗務。
- ゲン・リース
  - 演 : Patrick Kwok-Choon（時永ヨウ）
  - 大尉→少佐（S4）。主任戦術士官の男性。シーズン4以降、船長や副長が不在の際に臨時の指揮官を務めることもある。
- ケイラ・デトマー
  - 演 : エミリー・クーツ（英語版）（清水はる香）
  - 大尉→少佐（S4）。操舵主任の女性。ドイツ出身。サルー中佐と同じくU.S.S.シェンジョウからの転任。クリンゴンとの交戦時に負傷し、左目まわりが義眼インプラントとなっている。当初はマイケルに不信感を抱いている様子であったが、再び信頼を寄せるようになる。
  - 鏡像宇宙ではI.S.S.シェンジョウの副長。
- ジョアン・オオセクン
  - 演 : Oyin Oladejo（品田美穂）
  - 大尉→少佐（S4）。オペレーター（シールドや艦内システムを取り仕切る役職）主任の女性。
  - 格闘技に長け、バーナムの護衛に就くこともある。
  - 鏡像宇宙では皇帝旗艦（宮廷艦）乗務で、ジョージャウ皇帝に仕えていたが、ロルカに殺される。
- ナーン
  - 演 : Rachael Ancheril
  - 中佐。バーザン人女性。シーズン2以降のU.S.S.ディスカバリー保安主任。ジョージャウに引けをとらない勇敢な女性。U.S.S.エンタープライズの機関部員だったが、パイク大佐と共に転任してくる。パイク大佐がエンタープライズに戻る際に同行を勧められるが、ディスカバリーに残ることを選択する。(S2-)
  - 32世紀では、バーザン人の母星に種子保存船を送り届けるためディスカバリーを離れる。(S3)
  - DMAの危機の際はバーナムとブックの関係に危惧を抱いた宇宙艦隊によってディスカバリーに送られる。(S4)
  - 宇宙艦隊本部勤務となるが、ブリーン艦隊来襲の危機の下でかつてのディスカバリーの同僚と協力する。(S5)
- ジェット・リノ
  - 演 : ティグ・ノタロ（英語版）（浅野まゆみ）
  - 中佐。同性愛者。小惑星に不時着した医療船ハイアワサの機関部員であったが、U.S.S.ディスカバリーに救助され、スタメッツと共に機関部勤務。
  - 研究者肌な科学士官スタメッツとは対照的に、直感的な機転が利く有能なエンジニア。(S2-)
- トレイシー・ポラード 
  - 演 : レイヴン・ダウーダ（大津愛理）
  - 地球人女性。中尉。カルバーの後任で医療部長に就任したドクター。(S2-)
- ゾーラ
  - 声 : アナベル・ウォーリス
  - 未知の球体の膨大なデータを得たことで、自我が芽生えたU.S.S.ディスカバリーのコンピューター。 (S3-)
  - 『スタートレック:ショートトレック』のS1E2にも登場する。
- アディラ・タル
  - 演 :  ブルー・デル・バリオ（英語版）（村中知）
  - トリルの共生生物を体内に抱えていたノンバイナリーの地球人[19] 。自らに対する代名詞として"彼ら"(they)を用いる。S4以降ではディスカバリー搭乗の科学士官。少尉。 (S3-)
- レイナー
  - 演 : カラム・キース・レニー (上田燿司)[20]
  - ケルラン人。U.S.S.アンタレスの船長だったが、シーズン5-1話での失態の責任から降格され中佐となり、U.S.S.ディスカバリー副長を務める。血の気の多い行動が目立つが、博識かつ経験豊富で指揮能力は高く、バーナム船長を支える。 (S5)

### U.S.S.シェンジョウNCC-1227
ウォーカー級宇宙艦。全長423メートル。24世紀のアキラ級宇宙艦に似た船体構造の艦だが、デフレクター盤やワープフィールドグリルの発光がピンク色で、かつブリッジが最下層デッキにあるのが特徴。
- フィリッパ・ジョージャウ
  - 演 : ミシェル・ヨー（塩田朋子）
  - U.S.S.シェンジョウ船長。階級は大佐。マイケルをサレクから預かり受けた保護者的上官で、バルカン人に育てられたマイケルの人間らしさを引き出そうとしていた。マイケルとクリンゴン船に乗り込んだ際、クリンゴン人のトゥクヴマとの白兵戦において、マイケルの目の前でバトラフに刺されて死亡する。(S1)
- フィリッパ・ジョージャウ（鏡像宇宙）
  - 演 : ミシェル・ヨー（塩田朋子）
  - テラン帝国皇帝でマイケル・バーナム（鏡像宇宙）の養母。S1で帝国を失いマイケルに救出される形で惑星連邦の宇宙にやってくる。ジョージャウ船長の機転のよさと行動力はそのままに、帝王学を身に付けた冷酷で屈強な人物である。鏡像宇宙ではクリンゴン母星・クロノスやタロス4号星を滅ぼしている。S1ではクライマックスにおいて、ロルカに代わるU.S.S.ディスカバリーの船長となり、クリンゴン帝国に圧され壊滅の危機に瀕した惑星連邦に助力し、マイケルと共にクリンゴン帝国との紛争を終わらせる。
  - 冷酷ではあるがマイケルに対しては理解と愛情を示し無償の支援をすることが多い他、シーズンを経て少しずつ意識が他者を尊重するように変化していき、ティリーに対しても良い士官になれると本人なりに励ます等、オリジナルのジョージャウに近い人間性を見せるようになっていった。S2ではセクション31の一員となるが、マイケルらを支援し、"コントロール"のナノボットに支配されたリーランド指揮官と戦ってこれを倒す。S3では並行宇宙だけでなく時間を飛び超えたことによる死に至る病に悩まされ、"永遠の管理者"に試された後に、現在の慈悲を持つ人間性を認められ、ゲートを通って24世紀前半へと姿を消す。(S1-S3)
- ドクター・ナンブー
  - 演 : モーリク・パンチョリー[注釈 4]
  - 船医。(S1)
- コナー
  - 演 : サム・バーソロミオス[注釈 5]
  - アカデミーを卒業したばかりの新任士官。少尉。クリンゴンとの戦闘中に宇宙空間へ投げ出されて死亡する。鏡像宇宙では、マイケルの後任のI.S.S.シェンジョウ船長。(S1)

### クリンゴン帝国
- ヴォーク
  - 演 :  Javid Iqbal （英語版）
  - トゥクヴマの部下。家系を重視するクリンゴン社会において「家無し」かつアルビノ であるため社会的地位、人望が皆無。トゥクヴマの信頼を得た後、彼の死後後継者に指名されるが、コルに地位を乗っ取られる。
  - 鏡像宇宙では反帝国軍指導者ファイアウルフ。(S1)
- コル
  - 演 : ケネス・ミッチェル
  - クリンゴンの指揮官。クリンゴン帝国24の名家の1つコールの家に属する。トゥクヴマ亡き後、彼の残した遮蔽装置を搭載した船と彼の部下たちを自らの配下に収める。『宇宙大作戦』のコール司令官とは同じ家系の出身にあたる。(S1)
- トゥクヴマ
  - 演 : クリス・オビ（英語版）
  - 内部分裂した帝国の統一を図るクリンゴン人の指導者。連星系での戦いの後、船に乗り込んできたジョージャウとマイケルとの白兵戦の末にジョージャウを殺害するが、直後にマイケルによって射殺される。死の間際、ヴォークを後継者に指名する。(S1)
- ルレル
  - 演 : メリー・チーフォ（英語版）（品田美穂）
  - クリンゴン艦の戦闘指揮官。トゥクヴマ家とモカイ家の両方に属する女性。政争で追いつめられ、惑星連邦の捕虜となる。シーズン1最終話にて、惑星連邦がクロノス星の地下深くに設置した惑星破壊爆弾の起爆装置を譲渡され、帝国総裁となる。その後タイラー（ヴォーク）との間に密かに子をもうける。セクション31艦隊との戦いでは、タイラーとともにクリンゴン艦隊を率いて援軍に駆けつけて、ディスカバリーを守る。(S1-S2)

### 惑星連邦
- サレク
  - 演 : ジェームズ・フレイン（楠大典）
  - バルカン人でマイケルの養父。U.S.S.エンタープライズのスポック大尉の父親で、惑星連邦在地球大使。鏡像宇宙では反帝国軍の予言者。(S1-S2)
- アマンダ・グレイソン
  - 演 : ミア・カーシュナー（永島由子）
  - 地球人。サレク大使の妻でスポックの母親。マイケルの養母。(S1-S2)
  - 『スタートレック:ストレンジ・ニュー・ワールド』シーズン2の5話にも再登場した。
- リーランド
  - 演 : アラン・ヴァン・スプラング
  - セクション31の指揮官。クリストファー・パイクの旧友。クリンゴンから盗んだタイムクリスタルを用いて、マイケルの両親にタイムトラベルを研究させたため、クリンゴン襲撃によるマイケルの両親の死を招く。セクション31のAI"コントロール"にナノボットを注入されて心身を支配される。セクション31艦隊を率いてディスカバリー及びエンタープライズと戦うが、ディスカバリー上でジョージャウと戦い倒される。(S2)
- ガブリエレ・バーナム
  - 演 : ソーニャ・ソーン（宮寺智子）
  - マイケルの母で科学者。セクション31のためにタイムトラベルを研究していたがクリンゴンに殺されたと伝えられる。赤い天使の正体。3189年の未来に送られ、惑星ニバーにて戦士修道女組織クワト・ミラット[注釈 6]に所属する。(S2-S4)
- コヴィッチ[注釈 7]
  - 演 : デヴィッド・クローネンバーグ（伊藤和晃）
  - 3189年の宇宙艦隊本部の科学者。(S3-)
  - シリーズフィナーレにおいて時間エージェントのダニエルス(『スタートレック:エンタープライズ』に登場)だと正体を明かす。
- トゥリナ
  - 演: Tara Rosling
  - 32世紀でのニバー星(元バルカン星)の大統領。(S3-)
- ライラ・リラク
  - 演 :  チェラー・ホースダル (日野由利加 (S5)[21] )
  - 32世紀の惑星連邦大統領。人類、ベイジョー人、カーデシア人の混血 (S4-)
- ルオン・タルカ
  - 演 : Shawn Doyle
  - 32世紀の惑星連邦の科学者 (S4)
- ドクター・ヒライ
  - 演 : ヒロ・カナガワ
  - 32世紀の惑星連邦の科学者 (S4)
- ディアタ・ンドイエ
  - 演 : Phumzile Sitole
  - 32世紀の地球連合軍の司令官。(S4)

### 宇宙艦隊
- アンダーソン大将
  - 演 : テリー・セルピコ（加藤亮夫）
  - 宇宙艦隊の提督。U.S.S.ヨーロッパ（原語版ではUSS Europa）に座乗。船を自爆させた際に死亡したものと思われる。(S1)
- カトリーナ・コーンウェル提督
  - 演 : ジェーン・ブルック（英語版）（野沢由香里）
  - ロルカの上司で元恋人。元医療士官[22]。エンタープライズの船体に食い込んだ光子魚雷の不発弾を処理して殉職する。(S1-S2)
- スポック
  - 演 : イーサン・ペック（英語版）（星野貴紀）
  - サレクとアマンダの息子、マイケルの義弟。宇宙艦隊の大尉。U.S.S.エンタープライズNCC-1701の科学士官。(S2)
- ナンバーワン
  - 演 : レベッカ・ローミン（五十嵐麗）
  - 本名はウーナ（Una）。クリストファー・パイク船長に仕える女性士官で、U.S.S.エンタープライズの副長。「ナンバーワン」とは副長（First officer）を意味する。[注釈 8] (S2)
- アディティア・サヒル
  - 演 : アディル・フセイン（星野充昭）
  - 3188年の宇宙艦隊連絡官。後に中尉。(S3)
- チャールズ・ヴァンス
  - 演 : オデッド・フェール（金尾哲夫）
  - 提督(元帥)。3189年の宇宙艦隊本部の司令官。(S3-)
- オードリー・ウィラ
  - 演 : Vanessa Jackson（ニケライ・ファラナーゼ）
  - 大尉。ヴァンス提督の部下。(S3)

### エメラルド・チェーン
- オサイラー
  - 演 :  Janet Kidder（永吉ユカ）
  - エメラルド・チェーンの宰相。オリオン人女性 (S3)
- アウレリオ
  - 演 :  ケネス・ミッチェル（水越健）
  - エメラルド・チェーンの科学者。(S3)
- ザレ
  - 演 : ジェイク・ウェバー（仲野裕）
  - エメラルド・チェーンの一員。(S3)

### その他
- ハリー・マッド
  - 演 : レイン・ウィルソン（遠藤純一）
  - 詐欺師。債権者に追われてクリンゴン領に逃げ囚人となる。『宇宙大作戦』にも登場。(S1)
- ヴィーナ
  - 演 : メリッサ・ジョージ
  - 不時着以来肉体的な損傷を負いながらタロス4号星に住む地球人女性。タロス人の力で若く美しい幻影を維持し、かつてクリストファー・パイクの救助を辞退する。(S2)
- ポー
  - 演 : Yadira Guevara-Prip
  - ザヒア人の女王にして天才技術者。ティリーの友人。(S2)
- クリーブランド・ブッカー(ブック)
  - 演 :  デヴィッド・アヤラ（英語版）（杉村憲司）
  - 3188年において絶滅危惧種トランスワームの保護活動を行うクイジャン人の"配達人"。マイケルの恋人となる。精神感応力により、スタメッツ以外ではディスカバリーの胞子ドライブを制御できる唯一の人間である。(S3-)
- グレイ・タル
  - 演 :  イアン・アレクサンダー（英語版）（村瀬歩）
  - トランスジェンダーのトリル人[19]。アディラ・タルの亡くなった恋人。共感生物内の記憶にある人格に過ぎなかったが、S4でシンスの肉体に精神を移す。(S3-S4)
- リン
  - 演 :  Noah Averbach-Katz
  - エメラルド・チェーンの廃品回収惑星フンハウで働かせられていたアンドリア人の労働者 (S3)
- 永遠の管理者/カール
  - 演 :  ポール・ギルフォイル（浦山迅）
  - ダナス5号星でジョージャウとマイケルを待ち受け、別の時空への門を管理する男。『宇宙大作戦』S1 『危険な過去への旅』(The City on the Edge of Forever)にも登場した。(S3)
  - 『宇宙大作戦』時点では来訪者を拒むことは無かったが、時間戦争を経たS3時点では、来訪者が自らを悪用する可能性を憂慮するようになり、姿を隠した上で、自らを見つけた者には別の時空へ通すかどうかを決めるためのテストを課すようになっている。
- モル
  - 演: Eve Harlow (森なな子[23])
  - 800年前のロミュラン船の遺物を狙う配達人。クリーブランド・ブックの同名の師匠の娘。ラアクの妻。(S5)
- ラアク (後藤ヒロキ)[24]
  - 演: Elias Toufexis
  - モルのパートナーのブリーン人。皇位継承者だがブリーン帝国から指名手配されている。(S5)

## あらすじ

### シーズン1のあらすじ

#### 第1部
2256年、バルカン人サレクに育てられたマイケル・バーナムは惑星連邦のU.S.S.シェンジョウに副長として勤務中に、クリンゴン帝国との戦争を引き起こす。ジョージャウ船長に反抗してバルカン人の流儀で収拾しようとしてクリンゴン人の英雄を殺すが、敬愛する船長を死なせてしまう。戦争は拡大し、マイケルは反乱罪で終身刑に服す。U.S.S.ディスカバリーのロルカ船長は瞬間移動を可能にする胞子ドライブ開発に手こずり、マイケルの能力を買って戦時徴用し、マイケルは科学士官スタメッツ大尉と協力して胞子ドライブをてなずける。マイケルは、シェンジョウ乗員だった副長ケルピアン人サルーなど、乗員の白い目にさらされながらも次第に溶け込み、士官候補生ティリーと友人になり、クリンゴンの捕虜だったタイラー大尉とは恋人になる。クリンゴン帝国は遮蔽技術により各所で惑星連邦を破り、胞子ドライブは最後の希望となる。

#### 第2部
ロルカの企みでディスカバリーは鏡像宇宙に飛ばされる。ここでは人類のテラン帝国が他種族を支配し、ヴァルカン、クリンゴンらの反帝国軍が抵抗する。ロルカの正体は鏡像宇宙の帝国内の反逆者であり、ジョージャウ皇帝を廃してとってかわり、元の宇宙の惑星連邦をも支配しようとする。タイラーはカルバー医療部長を殺し、その正体は人間に改造されたクリンゴン人であることが分かる。マイケルはディスカバリー乗員と協力して帝国の胞子ネットワーク乱用による危機を回避し、ジョージャウ皇帝を連れて元の宇宙に戻る。
元の宇宙では9カ月が経過し、惑星連邦はクリンゴンに敗北しつつある。惑星連邦は鏡像宇宙でクリンゴンを倒した経験のあるジョージャウ皇帝をディスカバリー船長とし、クリンゴン人の母星クロノスを破壊しようとするが、惑星連邦の理念を尊重するマイケルが阻止する。マイケルは捕虜としていたクリンゴン人ルレルに起爆装置を渡して帝国を統一させ休戦を実現する。マイケルは恩赦を受けて中佐に復帰する。その後、サルーを臨時船長としたディスカバリーはサレク大使をヴァルカン星へ送る途中、クリストファー・パイク船長率いるUSSエンタープライズから救難信号を受信する。

### シーズン2のあらすじ
2257年、惑星連邦は謎の7つの信号源を探索する。探索中に損傷したエンタープライズ号からクリストファー・パイク船長がU.S.S.ディスカバリー船長に転任する。パイク船長に仕えていたマイケルの義理の弟スポックは以前から信号源を予見しており、精神に異常をきたし殺人を犯した末に失踪したとされてお尋ね者となっている。信号源とスポックを探すディスカバリーは、瀕死の巨大な球体から膨大なデータを入手し、地球人やケルピアン人を救い、たびたび赤い天使のごとき存在に遭遇する。タイラーはクリンゴン帝国の政争を逃れて惑星連邦に戻り、ジョージャウ元皇帝とともにセクション31の一員となる。胞子網内に複製されていたカルバーがディスカバリーに戻る。
マイケルはスポックを見つけ、彼の予知を危険視するセクション31から逃げてタロス4号星で精神治療を受けさせる。ディスカバリーはセクション31を操り生命体の全滅を図るAI"コントロール"と戦う。赤い天使の正体は、セクション31の開発したタイムトラベルスーツを着たマイケルの母親であることがわかる。"コントロール"は球体の膨大なデータを入手して進化を図る。ディスカバリーはデータの破壊を試みて失敗し、データを遠い未来に送ろうとする。マイケルは新たに製作したタイムトラベルスーツをまとい、赤い天使として過去の5つの時と場所で信号を発した後に、ディスカバリーとともに時空を超えて930年後へ向かう。進化に失敗した"コントロール"は倒され、パイクやスポックはディスカバリーが爆破されてデータも失われたと報告する。エンタープライズは新たな信号源を見つけて向かう。

### シーズン3のあらすじ
マイケルは3188年に到着してブックに出会い、彼女に導かれたディスカバリーは3189年に到着し合流する。32世紀では、120年前の"大火"と呼ばれる銀河規模のダイリチウム結晶の爆発により惑星連邦が崩壊し、地球(United Earth)やバルカン星など多くが連邦から離脱している。ディスカバリーは、オリオン人とアンドリア人の犯罪組織"エメラルド・チェーン"と対立し規模を縮小し存在を秘匿していた惑星連邦と宇宙艦隊の本部を突き止めて合流する。唯一の胞子ドライブをそなえるディスカバリーは重用される。"大火”の原因の追究が連邦復活の鍵と考えたマイケルは、命令に背いても爆発した宇宙艦のブラックボックスを集め、爆発のタイムラグから発生地を付き止めようとする。船長となっていたサルーは、いったん副長としたマイケルを降格する。球体のデータをロードされたディスカバリーのコンピューターは自我を発達させる。ジョージャウは鏡像宇宙から来た者が更に時空移動をしたために死に至る病に罹るが、"永遠の管理者"に試験されたのちにゲートをくぐって別の時空へ行く。"大火"のデータを求めるマイケルは、ロミュランと統一され"ニバー"と改名したバルカン星に行き、"大火"の原因かもしれないワープ代替技術"SB19"のデータを入手する。分析により発生地はヴェルビン星雲だとわかる。ヴェルビン星雲内のケルピアン船からは125年間救難信号が発せられており、ディスカバリーが救助に向かう。高密度の放射線におおわれダイリチウムでできた惑星に適応した船長の子スカールの叫びが、亜空間を伝わり"大火"を発生させたと知る。サルーはスカールを連れてカミナー星に戻る。エメラルド・チェーンの指導者オサイラーはティリーが指揮するディスカバリーを奪って連邦本部に行き、チェーンと連邦の合併交渉を提案するが決裂する。マイケル、ブック、クルーらはディスカバリーを奪回してエメラルド・チェーンを崩壊させる。マイケルはディスカバリーの船長となり、連邦の復活に助力する。

### シーズン4のあらすじ
ニバー星や地球連合が惑星連邦再加盟を検討する中、巨大な重力異常現象DMAが出現して高速移動し、ブックの故郷など知的種族の居住惑星を次々と破壊する。連邦は必死にDMAの進路から人々を救うとともに調査を進め、複雑な動きを見せるDMAが人工物であることを知る。サルーはディスカバリーに復帰して副長となり、ティリーは船を去って宇宙艦隊アカデミーの教官となる。マイケルと連邦大統領ライラ・リラクらはDMAを動かす種族10-Cとのファースト・コンタクトを追及するが、科学者ルオン・タルカらは攻撃を主張し、ブックもこれに同調しともに脱走してDMAの破壊を目指す。やがて連邦本部、地球、ニバー星もまたDMAにより破壊目前となる。ディスカバリーは銀河バリアの外に出て10-Cの故郷の惑星を調査し、10-Cが炭化水素化合物を使って意思疎通する特異な種族であり、かつて小惑星の衝突で母星を破壊されたことを知る。タルカはDMAの動力源を破壊しようとし地球軍のンドイエの協力も得るが、誘拐したリノ、そしてタルカの過ちに気付いたブックとンドイエに阻止されて死ぬ。ディスカバリーは10-Cとの意思疎通に成功し、防衛のためのハイパーフィールドに必要な希少物質ボロナイト採掘のため、DMAが広範な宇宙域に被害を及ぼしていたことを伝える。説得により10-CはDMAとハイパーフィールドを停止させ、地球やニバーは危機を脱する。ニバーに続いて地球も連邦に復帰し、ブックは処罰されてディスカバリーを去る。

### シーズン5のあらすじ
800年前のロミュランの科学船が発見され、封印されていた最高機密の"レッド指令"によりディスカバリーは遺物回収に向かう。800年前にロミュラン人のヴェレク博士が仲間たちと共に全ヒューマノイドの祖先である"創始者"の技術を調査したのち、その強力かつ危険な生命科学技術を隠し、隠し場所を示す地図を5つに分けて銀河系の各地に残したことを知る。ブックと縁のある配達人モルと、ブリーン人のラアクもまたこの技術を探して競争となり、マイケルはブックを船に迎える。さらには連邦大使となったサルーの後任として、攻撃的すぎる姿勢のために船長から降格されたレイナーを副長とする。マイケルとレイナーは、ブリーン人がこの技術を入手して連邦本部を破壊した未来を垣間見る。ブリーン人のルーン団長は皇位継承者である甥ラアクの引き渡しを求めるもラアクは死亡し、その妻となっていたモルは夫を創始者の技術で蘇らせるためにブリーン人に同行し協力する。地図は完成し、ディスカバリーとブリーン艦はともに創始者の技術の隠し場所でポータルを発見する。モルとマイケルはポータルから高次元世界へ入る。サルーが交渉でブリーンの増援を止める間、レイナーはディスカバリーを駆ってブリーン部隊と戦う。マイケルは謎を解き、創始者の技術の管理者となる資格を与えられるも、あまりに強力であるゆえに放棄する。サルーとトゥリナは結婚し、マイケルとブックも愛を告白し合う。コヴィッチはマイケルに、時間エージェントのダニエルスであると正体を明かす。数十年後、マイケルはディスカバリーを宇宙の果てに放置する。

## エピソード
| シーズン | シーズン | エピソード | エピソード   | 米国での配信日 | 米国での配信日 |
| シーズン | シーズン | エピソード | エピソード   | 初回           | 最終回         |
| -------- | -------- | ---------- | ------------ | -------------- | -------------- |
|          | 1        | 15         | 9            | 2017年9月24日  | 2017年11月12日 |
| 6        | 1        | 15         | 2018年1月7日 | 2018年2月11日  |                |
|          | 2        | 14         | 14           | 2019年1月17日  | 2019年4月18日  |
|          | 3        | 13         | 13           | 2020年10月15日 | 2021年1月7日   |
|          | 4        | 13         | 13           | 2021年11月18日 | 2022年3月17日  |
|          | 5        | 10         | 10           | 2024年4月4日   | 2024年5月30日  |

いくつかのエピソードは配信後に邦題が変更されている。

### シーズン1のエピソード
| 通算 話数 | シーズン 話数 | タイトル                                                                                        | 監督                       | 脚本 | 公開日         |
| --- | ------------- | ----------------------------------------------------------------------------------------------- | -------------------------- | --- | -------------- |
| 1 | 1             | "バルカンの挨拶" The Vulcan Hello"                                                              | デイビッド・セメル         | (原案)ブライアン・フラー、アレックス・カーツマン (脚本)アキヴァ・ゴールズマン、ブライアン・フラー                                       | 2017年9月24日  |
| USSシェンジョウの副長マイケル・バーナム中佐は連邦辺境の連星系で遺物を発見し、連邦は100年ぶりに好戦的なクリンゴン人と遭遇する。マイケルはバルカン人の養父サレクの助言を受けて先制攻撃を図り、平和的な解決を望むアンダーソン提督とジョージャウ船長に反抗する。 |               |                                                                                                 |                            | |                |
| 2 | 2             | "連星系の戦い" Battle at the Binary Stars"                                                      | アダム・ケイン             | ニコラス・メイヤー、ブライアン・フラー                                                                                                  | 2017年9月24日  |
| マイケルは職を解かれ拘禁される。トゥクヴマの率いるクリンゴン艦隊は連邦艦隊を攻撃し、大損害を与える。脱出したマイケルはジョージャウ船長とともにクリンゴン船に潜入しトゥクヴマを殺すが、ジョージャウは死ぬ。USSシェンジョウは失われ、マイケルは軍事法廷で終身刑を言い渡される。 |               |                                                                                                 |                            | |                |
| 3 | 3             | "支配する者" Context Is for Kings"                                                              | アキヴァ・ゴールズマン     | 原案 : ブライアン・フラー&グレッチェン・J・バーグ&アーロン・ハーバーツ 脚本 : グレッチェン・J・バーグ&アーロン・ハーバーツ&Craig Sweeny | 2017年10月1日  |
| 6カ月後、服役中のマイケルを護送中のシャトルが、突然現れた宇宙船USSディスカバリーに収容される。マイケルは副長となったサルーに再会し、悪名高い反逆者として乗員の敵意にさらされながら任務につけられる。通信を絶った姉妹船USSグレンに乗り込み、体がねじれて死んだ乗員を目撃し、巨大なクマムシのごとき怪物に遭遇して高い能力を発揮する。船長のロルカはマイケルに、胞子を用いた新しい移動手段を研究していることを教え、正式にマイケルを乗員として迎え入れる。 |               |                                                                                                 |                            | |                |
| 4 | 4             | "殺戮者のナイフは子羊の悲鳴など気にかけない" "The Butcher's Knife Cares Not for the Lamb's Cry" | オラトゥンデ・オスンサンミ | ジェシー・アレクサンダー & Aron Eli Coleite                                                                                             | 2017年10月8日  |
| ロルカ船長は科学者からなる乗員を戦争に備えさせる。マイケルにUSSグレンから回収したクマムシを見せて、ランドリーと協力して武器に転用することを命じる。ダイリチウム鉱山星コルバンがクリンゴンに襲われ、ディスカバリーは救援に向かう。焦ったランドリーはクマムシに殺されてしまう。マイケルはクマムシと胞子の共生関係を利用して胞子ドライブを改善し、ディスカバリーはコルバンに到着してクリンゴン船を倒す。マイケルはジョージャウ船長の遺品を受け取る。トゥクヴマの遺志を継ぐヴォークとルレルは連星系に取り残されて窮し、シェンジョウの残骸からダイリチウムを回収する。コルが食料をもたらして乗員を味方につけ、ヴォークとルレルは置き去りにされる。 |               |                                                                                                 |                            | |                |
| 5 | 5             | "我に苦痛を与えよ" "Choose Your Pain"                                                           | リー・ローズ               | 原案 :グレッチェン・J・バーグ&アーロン・ハーバーツ&ケンプ・パワーズ 脚本 :ケンプ・パワーズ                                              | 2017年10月15日 |
| 艦隊司令部に呼ばれ、胞子ドライブの秘密を守るよう命じられた帰りにロルカはクリンゴン艦に捕えられ、牢でハリー・マッドとアッシュ・タイラー大尉に会う。クマムシは胞子ドライブを使うたびに弱り、マイケルとスタメッツとティリーはクマムシの遺伝子を移植できる生物を探す。船長代理となったサルーは責任に動揺し、ロルカを救うためにクマムシを酷使して休眠状態に陥れる。ロルカは船長のルレルに拷問されるが、裏切り者のマッドを残しタイラーと二人で脱出する。かつて船長だったUSSブランを爆破して一人生き残り、その時に負った目の損傷を治療していないことが分かる。二人はディスカバリーに戻り、スタメッツはクマムシの遺伝子を自分に注射して胞子ドライブを可能にし船を救う。サルーはマイケルに嫉妬していたことを謝罪し、ジョージャウ船長の遺品の望遠鏡を受け取る。マイケルはクマムシを開放する。 |               |                                                                                                 |                            | |                |
| 6 | 6             | "忘却の川" "Lethe"                                                                              | ダグラス・アーニオコスキー | ジョー・ミノスキー & テッド・サリバン                                                                                                   | 2017年10月22日 |
| クリンゴンの反乱分子に招待されたサレクは中立地帯のかに座星系に向かうが、論理至上主義者に妨害されて、船はイリディア星系で遭難する。ロルカはタイラーを保安主任とする。サレクとカトラを分け合うマイケルは異変を感じ取り、ロルカはディスカバリーをイリディア星系に向ける。マイケルは神経増強剤でサレクとのつながりを強化し、ティリー、タイラーとともにシャトルでサレクを探す。サレクの救援活動に反対するコーンウェル提督がディスカバリーに来てロルカと旧交をあたため、ロルカの心の問題に気づいて引退を提言する。サレクの心に入ったマイケルは、サレクがマイケルではなくスポックを遠征隊に選び、スポックが遠征隊ではなく宇宙艦隊を選んだことがサレクの心の傷となっていることを知り、昏睡状態から目覚めさせて連絡を取る。サレクはディスカバリーに収容され、マイケルは科学士官に任命される。ロルカはサレクの代わりにコーンウェルをクリンゴンとの会合に送り出す。罠にかかったコーンウェルは捕えられるが、ロルカは救出しようとしない。                                                                 |               |                                                                                                 |                            | |                |
| 7 | 7             | "正気を狂気に変えるマジック" "Magic to Make the Sanest Man Go Mad"                              | デヴィッド・バレット       | Aron Eli Coleite & ジェシー・アレクサンダー                                                                                             | 2017年10月29日 |
| 船上ではパーティーが催され、マイケルはタイラーとの交際に戸惑う。ディスカバリーは異星生物ゴーマガンダーに遭遇して収容するが、中から現れたマッドが胞子ドライブの秘密を盗もうとして船を破壊する。その後、船はゴーマガンダー収容から船の破壊までの30分間を何度も繰り返す。時間線の外にいるスタメッツは、マッドが胞子ドライブをクリンゴンに売るため、船をループに落とし込んだことに気づいてマイケルに協力を求める。マイケルは行動パターンを変えてタイラーに接近し、マッドについて学ぶ。マッドはロルカとタイラーを殺して胞子ドライブの秘密を手に入れるが、マイケルは自分が高値でクリンゴンに売れるとマッドに話し、自殺してマッドがループをリセットするよう仕向ける。次のループではロルカがすべてをマッドに与えて欺き、時間ループ装置を破壊させる。マッドを捕え、マッドが持参金を盗んだ妻ステラとその父親に引き渡す。 |               |                                                                                                 |                            | |                |
| 8 | 8             | "汝、平和を欲するなら、戦いに備えよ" "Si Vis Pacem, Para Bellum"                                | ジョン・S・スコット        | カーステン・バイヤー | 2017年11月5日  |
| ディスカバリーは、遮蔽装置を備えたクリンゴン船団からガガーリンを救おうとして失敗する。スタメッツは胞子ドライブを操作するたびに認識が混乱する。ルレルは惑星連邦への亡命を望み、コルに捕えられたコーンウェルと共に脱走を図る。マイケル、サルー、タイラーはクリンゴンを探知するために、強い電磁波を送信する惑星パーヴォを探索し、実体のない生命体パーヴァンに出会う。サルーはパーヴァンとの交信に影響されるが、マイケルが送信装置を調整し、3人はディスカバリーに戻る。パーヴァンの招待に応じ、クリンゴンの"死者の船"が到来する。 |               |                                                                                                 |                            | |                |
| 9 | 9             | "深き森の奥へ" "Into the Forest I Go"                                                           | Chris Byrne                | ボ・ヨン・キム & エリカ・リポールト | 2017年11月12日 |
| 退却命令に逆らい、ロルカはディスカバリーをパーヴォに留めて、クリンゴンによる送信装置の破壊を妨げようとする。遮蔽装置のデータを得るため、タイラーとマイケルはクリンゴンの"死者の船"に乗り込んでセンサーを設置する。二人はコーンウェルを見つけるが、タイラーはかつて拷問とレイプを受けたルレルに再会してPTSDの発作を起こす。ロルカはスタメッツを酷使し、遮蔽装置を起動した"死者の船"の周辺でジャンプを繰り返しデータを収集する。マイケルはワープで逃げようとしたコルに一騎打ちを挑み時間を稼ぐ。ディスカバリーはマイケル、タイラー、コーンウェル、ルレルを収容した後、遮蔽技術を破って"死者の船"を破壊する。スタメッツが最後のジャンプでディスカバリーを基地に戻そうとすると、異変が起きて船は未知の場所に出現している。 |               |                                                                                                 |                            | |                |
| 10 | 10            | "我の意志にあらず" "Despite Yourself"                                                           | ジョナサン・フレイクス     | Sean Cochran | 2018年1月7日   |
| USSディスカバリーは別の鏡像宇宙に飛ばされており、スタメッツは倒れる。医療部長のカルバーはタイラーがクリンゴンに肉体と精神を改造されていることを発見し、タイラーに殺される。この宇宙では暴力的な人類のテラン帝国が宇宙を支配し、バルカンとクリンゴンとアンドリアからなる反帝国軍が対抗する。USSディスカバリーは、ティリーを船長とするこの宇宙のISSディスカバリーを偽装する。この宇宙では反逆者であるロルカは、ISSシェンジョウの船長であったマイケルとタイラーの囚人となってISSシェンジョウに乗り込み、以前に元の宇宙からこの鏡像宇宙に転移した（ENT,『暗黒の地球帝国』）USSディファイアントのデータを得ようとする。ISSシェンジョウの船長を引き継いでいたコナーは、マイケルに挑戦して殺される。 |               |                                                                                                 |                            | |                |
| 11 | 11            | "内なる狼" "The Wolf Inside"                                                                    | T・J・スコット             | Lisa Randolph | 2018年1月14日  |
| カルバー殺人の容疑をかけられたスタメッツの容体は悪化し、ティリーが胞子を注入して治療する。マイケルは反帝国軍のクリンゴン人指導者ファイアウルフを殺せとの皇帝の命令に背き、タイラーとともに反帝国軍基地に赴き、この宇宙で他種族がクリンゴン人に従う秘密を学ぼうとする。予言者と呼ばれるサレクに会い、反帝国軍を脱走させる。ファイアウルフと名乗るこの宇宙のヴォクに会ったタイラーは動揺する。ISSシェンジョウに戻ったタイラーは自分が改造されたヴォクであることを思い出してマイケルを襲い、奴隷として仕えるサルーに退けられる。タイラーはUSSディファイアントのデータとともにUSSディスカバリーに転送され拘禁される。皇帝ジョージャウが反帝国軍基地を攻撃する。 |               |                                                                                                 |                            | |                |
| 12 | 12            | "大それた野心" "Vaulting Ambition"                                                              | Hanelle Culpepper          | Jordon Nardino | 2018年1月21日  |
| マイケルは皇帝ジョージャウの旗艦ISSカロンに来て、連れて来たロルカは反逆者として拷問される。別の鏡像宇宙から来たことを皇帝に明かし、帰還する手助けを求める。皇帝はマイケルの宇宙の存在を知っており、USSディファイアントは位相空間を通ってきたため、そのデータはディスカバリーの帰還には役立たないと教える。マイケルは、この宇宙の人類は光に弱く、ロルカはこの宇宙出身であることを知る。スタメッツの意識は、胞子網の中でこの鏡像宇宙の自分と死んだカルバーに会う。タイラーはヴォクの精神の発現により苦しみ、サルーの依頼でルレルが治療する。 |               |                                                                                                 |                            | |                |
| 13 | 13            | "過去は序章" "What's Past is Prologue"                                                          | オラトゥンデ・オスンサンミ | テッド・サリヴァン | 2018年1月28日  |
| 逃げたマイケルがディスカバリーにロルカの正体を告げ、ロルカがディスカバリーを鏡像宇宙に引き込んだことが分かる。ディスカバリーでは、宮廷船が胞子ネットワークからエネルギーを引き出すことで、全宇宙の生命が絶滅の危機にあることを知る。ロルカはランドリーら反逆者の仲間と合流し、宮廷船を制圧する。皇帝ジョージャウは逃げ、スタメッツは殺される。ロルカは惑星連邦も支配しようとマイケルを誘う。マイケルはジョージャウとともにロルカに投降するふりをし、ジョージャウがロルカを殺してシールドを停止する。そのすきにディスカバリーは胞子を抱える宮廷船のオーブを破壊し、マイケルとジョージャウを転送で回収する。オーブの破壊の衝撃波に乗って脱出し、元の宇宙に戻るが、そこでは9カ月が経っておりクリンゴンが惑星連邦を打ち破っている。 |               |                                                                                                 |                            | |                |
| 14 | 14            | "外なる戦い、内なる戦い" "The War Without, The War Within"                                      | David Solomon              | Lisa Randolph | 2018年2月4日   |
| ディスカバリー船長代理のサルーはジョージャウを拘禁し、ヴォクの記憶を保って回復したタイラーを解放する。コーンウェルとサレクがディスカバリーに乗り込んで来て、この宇宙に転送されたISSディスカバリーは破壊され、惑星連邦の領域の20%は占領されたと言う。ディスカバリーが向かった第1宇宙基地もクリンゴンの1名家に占拠されている。マイケルは、ジョージャウから鏡像宇宙でクリンゴンを倒した秘訣を聞き出し、母星クロノス攻撃をコーンウェルに進言する。ディスカバリーはクロノス地下の洞窟に胞子ジャンプしてクロノスの地図を作るため、胞子を促成栽培する。さらにジョージャウはサレクにある戦術を伝え、サレクはディスカバリーを去る。ティリーの説得で、マイケルはタイラーに会う。ジョージャウがディスカバリーの船長に任命される。 |               |                                                                                                 |                            | |                |
| 15 | 15            | "新たなる旅立ち" "Will You Take My Hand?"                                                       | アキヴァ・ゴールズマン     | 原案:アキヴァ・ゴールズマン&グレッチェン・J・バーグ&アーロン・ハーバーツ 脚本:グレッチェン・J・バーグ&アーロン・ハーバーツ              | 2018年2月11日  |
| ディスカバリーはクロノスの洞窟内にジャンプし、ジョージャウ、マイケル、タイラー、ティリーは地図作製用ドローンを持ってオリオン人の街に入り込み、古のモローの神殿を探す。マイケルはかつて目の前で両親をクリンゴン人に殺された思い出をタイラーに語る。ドローンは実はクロノス全体を破壊するハイドロ爆弾であり、コーンウェル提督と取り引きをしたジョージャウが神殿地下からつながる溶岩道に仕掛ける。ディスカバリー乗員は惑星連邦の理念に立ち戻り、反乱を示唆してコーンウェルを翻意させて大虐殺を止める。マイケルは起爆装置をルレルに渡し、ルレルはその脅威の下に帝国を統一する。タイラーもルレルに同行し、ジョージャウは自由の身となる。マイケルは地球で養父母に会い、サレクがクロノス爆破計画を支持したことを知る。マイケルは功績により恩赦を与えられ、中佐に復帰する。スタメッツは少佐に昇進し、ティリーは少尉に任官し、サルーは勲章を授与される。ディスカバリーは新船長を迎えるため、サルー船長代理の下でサレクを乗せてバルカンに向かうが、エンタープライズのパイク船長から救難信号を受け取る。 |               |                                                                                                 |                            | |                |

### シーズン2のエピソード
| 通算 話数 | シーズン 話数 | タイトル                                           | 監督                       | 脚本                                                                                                   | 公開日        |
| --- | ------------- | -------------------------------------------------- | -------------------------- | --- | ------------- |
| 16 | 1             | "義弟" "Brother"                                   | アレックス・カーツマン     | Ted Sullivan & グレッチェン・J・バーグ & Aaron Harberts                                                | 2019年1月17日 |
| マイケルはエンタープライズに乗務するはずの義弟スポックのことを思い出し、サレクと語り合う。スタメッツはカルバーの死に耐えられず、バルカン科学アカデミーへの転任を希望する。謎の信号源を調査中に大規模に損傷したエンタープライズのパイク船長はディスカバリーに乗り込んできてサルーから指揮権を一時的に取り上げ、謎の信号源の調査に向かう。目標点に着いたディスカバリーは小惑星に不時着した医療船ハイアワサを見つけ、パイクとマイケルらは救助に向かう。小惑星でマイケルは赤い天使のような存在を目にする。一行は負傷者とジェット・リノ中佐をディスカバリーに収容し、ディスカバリーは非バリオンの暗黒物質からなる小惑星を捕獲する。パイクとマイケルは互いの命を救いあい信頼を深める。マイケルはスポックの去ったエンタープライズで弟の日誌を見る。 |               |                                                    |                            | |               |
| 17 | 2             | "ニュー・エデン" "New Eden"                        | ジョナサン・フレイクス     | 原案 : アキヴァ・ゴールズマン & Sean Cochran 脚本 : Vaun Wilmott & Sean Cochran                        | 2019年1月24日 |
| マイケルはパイクに、謎の7つの信号源の位置が、発見される前にスポックの日誌に記されていることを伝える。パイクはスポックが精神病棟にいることを教える。新たな信号源が遠距離に発見され、ディスカバリーは胞子ドライブで向かう。目的地点に着くと信号は消え、救難信号が惑星テラリジウムから発信されている。パイク、マイケルらが上陸すると、マイケルが小惑星上で見た天使のような存在によって200年前に地球から連れ去られた人類が宗教的共同体を作っている。ティリーは暗黒物質を採取しようとして事故を起こす。惑星には小惑星のデブリが迫り、死んだ旧友の幻に助けられてティリーが立案した計画に従い、ディスカバリーは暗黒物質を使って惑星の危機を救う。住民のジェイコブはマイケルらの正体を正しく推測するが、パイクはプライム・ディレクティブに従って干渉を避ける。負傷したパイクはマイケルらに連れられて船に戻り、動力源をジェイコブに与えて去る。 |               |                                                    |                            | |               |
| 18 | 3             | "闇の中の光" "Point of Light"                      | オラトゥンデ・オスンサンミ | Andrew Colville                                                                                        | 2019年1月31日 |
| クリンゴンの母星クロノスでは統一を図るルレルとそれを支えるタイラーがコール家の反乱に直面する。ルレルの叔父は殺され、隠されていたルレルとヴォクの息子は誘拐される。ルレルとタイラーは窮地に陥るが、セクション31の一員となった（鏡像宇宙から来た）ジョージャウが2人を救う。ルレルは弱みを見せないためにタイラーと息子の死とコール家の助力を偽装し、自らを総裁ではなく"母"と呼ばせる。マイケルの義母のアマンダがスポックの医療記録を盗んでディスカバリーに乗船して来る。スポックはマイケルが見たのと同じ赤い天使の姿を昔から幻視していたことがわかる。スポックは医師を殺して精神病棟から脱走したとされ、アマンダは息子を探すためにディスカバリーを去る。昇進訓練を受けるティリーを悩ませていた旧友メイの幻は、寄生した胞子状生物の仕業であることがわかる。 |               |                                                    |                            | |               |
| 19 | 4             | "生と死と" "An Obol for Charon"                    | Lee Rose                   | 原案 : Jordon Nardino & グレッチェン・J・バーグ & Aaron Harberts 脚本 : Alan McElroy & Andrew Colville | 2019年2月7日  |
| ディスカバリーはスポックが盗んで逃げたシャトルを追う途中、未知の球体に捕らえられる。球体からのウイルスに感染して船は混乱し、サルーは危機的な体調に陥る。死にかけた球体はコミュニケーションをとろうとしていたことがわかり、10万年分の貴重な知識をディスカバリーに与えた後にその命を終える。ケルピアン人の死期であるヴァハライを迎えたサルーはリスク神経を失うが復活する。胞子状生物は再びティリーに付着し、自らの種族は危機に陥っていると語る。 |               |                                                    |                            | |               |
| 20 | 5             | "薄れゆく境界" "Saints of Imperfection"            | David Barrett              | Kirsten Beyer                                                                                          | 2019年2月14日 |
| ディスカバリーはスポックのシャトルを捕獲するが、中からはセクション31の一員となったジョージャウが現れて、スポックをとり逃したと言う。セクション31の指揮官のリーランドはタイラーを連絡員としてディスカバリーに派遣する。繭に囚われたティリーは胞子網の中に転移させられ、胞子の形成したメイは胞子網を破壊している怪物からの救いを求める。ディスカバリーはティリーを救うために胞子網内にジャンプし、スタメッツとマイケルはティリーを見つけ、怪物が胞子に複製されたヒュー・カルバーであることを知る。隠れていたリーランドの船がディスカバリーの側に姿を現す。スタメッツはメイに懇願し、繭を使ってヒューを元の宇宙に戻す。ディスカバリーは元の宇宙に戻り、コーンウェル提督は、謎の7つの信号に関係するスポックを協力して探すよう、パイクとリーランドに命令する。 |               |                                                    |                            | |               |
| 21 | 6             | "雷鳴" "The Sound of Thunder"                      | Doug Aarniokoski           | Bo Yeon Kim & Erika Lippoldt                                                                           | 2019年2月21日 |
| ヴァハライを乗り越えリスク神経を失ったサルーは大胆になる。ディスカバリーは謎の信号が発信されたサルーの故郷カミナー星に向かい、マイケルとサルーは地表に降りてサルーの妹のシランナに出会う。技術的に進んだ捕食種族バウル人は、ヴァハライが死ではなく進化であることを知ったサルーを恐れ、引き渡しを求める。故郷の破壊を恐れたサルーはバウル人の宇宙船に自ら乗り込み、捕らえられたシランナを救う。球体の記録から、かつてはバウル人が被捕食種族であったが、ケルピアンの進化を止めたことで立場を逆転したことがわかる。バウル人はケルピアン人を皆殺しにしようとし、ティリーはサルーのヴァハライを引き起こした球体の信号を再現して全ケルピアン人の進化を促進する。赤い天使が現れてバウル人の攻撃を止める。 |               |                                                    |                            | |               |
| 22 | 7             | "光と影" "Light and Shadows"                       | Marta Cunningham           | 原案: Ted Sullivan & Vaun Wilmott 脚本: Ted Sullivan                                                   | 2019年2月28日 |
| マイケルはお尋ね者となったスポックを探すために一人でバルカンに帰り、アマンダがひそかにかくまっていたスポックに会う。サレクも知るところとなり、マイケルは認識障害を負うスポックを治療のためセクション31のリーランドに引き渡す。だがジョージャウはリーランドの意図について警告し、マイケルはスポックをさらって逃げ出す。スポックがつぶやいていた座標をもとに、マイケルは立ち入り禁止のタロス4号星へ向かう。カミナー星近傍では時空の裂け目が生じ、探査機を投じた後にパイクとタイラーのシャトルが特異点に吸い込まれる。改造され500年後から来た探査機がシャトルを襲う。ディスカバリーでは、スタメッツが胞子網を使ってシャトルの居る時間を突き止め、二人を救ってディスカバリーに戻る。シャトルは自爆するが、エアリアム少佐は探査機の影響を受ける。 |               |                                                    |                            | |               |
| 23 | 8             | "記憶の痛み" "If Memory Serves"                    | T. J. Scott                | Dan Dworkin & Jay Beattie                                                                              | 2019年3月7日  |
| カルバーは復活になじめず、自分を殺したタイラーを襲う。マイケルとスポックは幻影に守られたタロス4号星に到着し、パイクの知人であると言う地球人女性のヴィーナと高いテレパシー能力を有するタロス人に会う。マイケルはスポックの記憶を見せられ、未来から来た赤い天使が銀河系の全滅を救おうとしてスポックの前に現れたこと、スポックは誰も殺していないこと、セクション31がスポックの未来の記憶を圧殺しようとしたことを知る。マイケルは自分の記憶をスポックに見せて、かつてバルカン至上主義者から守るために嫌うふりをしたことを明かす。二人を迎えにタロス4号星に向かうディスカバリーは妨害工作に遭い、暗号送信が検知され、タイラーに疑いがかかる。リーランドは二人を捕えようとするがタロス人の幻影に騙され、2人を迎えたディスカバリーは惑星連邦に背いても全銀河系を救おうとする。 |               |                                                    |                            | |               |
| 24 | 9             | "ダイダロス計画" "Project Daedalus"                | ジョナサン・フレイクス     | ミシェル・パラダイス                                                                                   | 2019年3月14日 |
| コーンウェル提督が密かにディスカバリーに乗船してスポックを尋問し、スポックが3人を殺した記録映像と比較する。エアリアム少佐はかつて地球人女性であった強化サイボーグであることがわかる。マイケルはスポックと3Dチェスをすることで弟の論理力のリハビリテーションを試みるが口論に終わる。コーンウェルの指示で、ディスカバリーはセクション31のパタル提督を逮捕すべく秘密基地へ向かうが、移動式機雷に妨害され、パタル提督はディスカバリーに逮捕通告を送る。マイケル、エアリアム、ナーンは基地に潜入し、パタルら指揮官が2週間前に死んでいることを知る。サルーは、セクション31のメインコンピューター"コントロール"による、パタルの通信およびスポックの記録映像の捏造を突き止める。謎の球体のAIに関するデータを自らにダウンロードしていたエアリアムはマイケルとナーンを襲い、"コントロール"へのデータ転送を始める。赤い天使の警告は"コントロール"による全銀河系知的生物の殲滅であると分かる。制御を奪われていたエアリアムはティリーの呼びかけで部分的に自分を取り戻し、自分を殺してプロジェクト・ダイダロスを調査するようマイケルに請う。ナーンが代わりにエアロックを開け、エアリアムは死ぬ。 |               |                                                    |                            | |               |
| 25 | 10            | "赤い天使" "The Red Angel"                         | Hanelle Culpepper          | Chris Silvestri & Anthony Maranville                                                                   | 2019年3月21日 |
| エアリアムの宇宙葬が行われ、容疑の晴れたタイラーは釈放される。500年先のAIが探査機を通してエアリアムを操り、球体から得たAIのデータを現在の"コントロール"に渡そうとしたことがわかる。ティリーはエアリアムの体内にあった"ダイダロス計画"ファイルから、赤い天使の生体神経サインがマイケルに一致することを発見する。リーランドとジョージャウがディスカバリーを訪れ、クリンゴンのタイムトラベル開発に対抗して、セクション31がダイダロス計画を実行して赤い天使の形態のタイムトラベルスーツを開発したことを告白する。セクション31とディスカバリーは協力して赤い天使の捕獲を図る。リーランドは、タイムトラベルスーツを開発していたマイケルの両親の死は、自分の責任だと告白する。スポックは、赤い天使の出現がマイケルの生命の危機と関連していることを知る。ディスカバリーは捕獲に適したエッソフ4号星に向かい、有害な大気の中にマイケルを拘束して赤い天使を誘い出す。パイクやジョージャウらは作戦を中止してマイケルを救おうとするがスポックに制止される。赤い天使が現れ、瀕死のマイケルを未来の技術で救命した後に罠にかかり、その正体は死んだはずのマイケルの母であることがわかる。"コントロール"がリーランドを倒す。 |               |                                                    |                            | |               |
| 26 | 11            | "永遠なる無限" "Perpetual Infinity"                | Maja Vrvilo                | Alan McElroy & Brandon Schultz                                                                         | 2019年3月28日 |
| マイケルの母ガブリエレ・バーナム博士はドクタリ・アルファの研究施設を襲ったクリンゴンから逃れ、タイムトラベルスーツで950年未来に飛ばされ、"コントロール"が全ての生命体を滅ぼしたことを知る。何度タイムトラベルを繰り返しても生命体の全滅は避けられず、どの時代に転移しても短時間で950年後に引き戻されると言う。球体のAIに関するデータを破壊し"コントロール"が入手して進化することを阻止するようパイクに願うが、7つの信号については知らないと言う。だがデータは破壊不可能であり、ディスカバリーはスーツにデータを移して950年後に送り込もうとする。"コントロール"はリーランドの体内にナノボットを送り込んで支配してデータを手に入れようとする。だがジョージャウとタイラーはリーランドの異常に気付いてリーランドと戦う。一部のデータを転送されたスーツとマイケルの母は950年後に戻り、"コントロール"も一部のデータを手に入れる。 |               |                                                    |                            | |               |
| 27 | 12            | "影の谷を歩むとも" "Through the Valley of Shadows" | Douglas Aarniokoski        | Bo Yeon Kim & Erika Lippoldt                                                                           | 2019年4月4日  |
| 4番目の信号がクリンゴン領内のタイムクリスタルを守るボレス星から発せられ、ディスカバリーはルレルを船上に迎えて訪問許可をとる。タイラーは息子が隠されているボレスへの訪問を禁じられ、パイクが一人で向かう。時間の流れが一様でないため、タイラーとルレルの息子は成長して修道院長テナヴィクとなっている。パイクはタイムクリスタルに触れて自分の過去と、不具になった未来を見せられ、未来が確定することを承知の上でタイムクリスタルを持ち帰る。マイケルとスポックが、定時連絡の遅れたセクション31の船にシャトルで向かうと、全乗組員が船外に放出されている。唯一生存する元U.S.S.シェンジョウ勤務のガント大尉を回収し、3人で船に入る。"コントロール"のナノボットに再構成されていたガントは球体のデータを手に入れるためにマイケルを襲うが、スポックが無力化する。セクション31の全30船がディスカバリーに向かい、パイクはデータを守るためにマイケルの進言を入れて自爆を命令する。 |               |                                                    |                            | |               |
| 28 | 13            | "甘い悲しみ" "Such Sweet Sorrow, Part 1"           | オラトゥンデ・オスンサンミ | ミシェル・パラダイス & ジェニー・ルメット & アレックス・カーツマン                                     | 2019年4月11日 |
| ディスカバリーの自爆に備え、全乗組員はエンタープライズに移乗する。だがタイムクリスタルに触れたマイケルは、球体のデータが自爆と外部からの攻撃を防ぎ、リーランドがエンタープライズを制圧する未来を垣間見る。第5の信号が現れ、パイクは自爆を中止させ、乗組員はディスカバリーに戻って胞子ドライブで信号を追いザヒア星に到着する。タイムスーツを製作し、天才技術者でティリーの友人のポー女王がタイムクリスタルを活性化させる装置を製作する。マイケルは戻れる見込みのないまま、一人でワームホールを開きデータとともにディスカバリーを未来に送り込もうとする。カトラで異変を知ったサレクとアマンダがディスカバリーに来てマイケルに別れを告げる。ティリー、サルーやスポックなどの乗組員やジョージャウもマイケルに同行を決める。タイラーはディスカバリーを降り、自らの使命を果たそうとする。パイクがエンタープライズに戻り、セクション31の艦隊が到着する。 |               |                                                    |                            | |               |
| 29 | 14            | "甘い悲しみ パート2" "Such Sweet Sorrow, Part 2"   | オラトゥンデ・オスンサンミ | ミシェル・パラダイス & ジェニー・ルメット & アレックス・カーツマン                                     | 2019年4月18日 |
| サルーが船長代理となったディスカバリーとエンタープライズは、リーランド以外は無人の30隻のセクション31艦隊に圧倒される。エンタープライズには光子魚雷の不発弾が命中する。急遽製作したタイムスーツを着たマイケルは、シャトルで先導するスポックとともに船外に出て、未来へのワームホールを開こうとするが設定できない。スポックは、過去の5つの信号とともに現れた赤い天使の正体はマイケルであり、過去を完結させないと未来へは行けないことに気づき、マイケルは過去の5つの時と場所へ飛び、信号を設定した後に現在へ戻る。タイラーとルレルの率いるクリンゴン艦隊とシランナ率いるバウル船に乗ったケルピアン艦隊が援軍に駆けつける。リーランドはディスカバリーに入り、データを入手しようとしてナーンとジョージャウと戦う。スタメッツは負傷し、カルバーに手当てを受ける。コーンウェルは自分を犠牲にして光子魚雷の爆発の被害を最小に食い止める。スポックはエンタープライズに転送され、マイケルは930年後の未来へのワームホールを開き、第6の信号を設定してディスカバリーを導く。ジョージャウがリーランドを倒して"コントロール"は無力化され、セクション31の艦隊は壊滅させられる。 後に、サンフランシスコの宇宙艦隊本部で、タイラーとパイクとナンバーワンは査問を受け、ディスカバリーは爆発したと嘘の証言をする。スポックはタイムトラベルに関係するディスカバリー、胞子ドライブ、マイケルは厳重な秘密とされるべきだと提案する。修理を受けたエンタープライズは第7の信号を受信して向かう。 |               |                                                    |                            | |               |

### シーズン3のエピソード
| 通算 話数 | シーズン 話数 | タイトル                                            | 監督                       | 脚本                                                                  | 公開日         |
| --- | ------------- | --------------------------------------------------- | -------------------------- | --------------------------------------------------------------------- | -------------- |
| 30 | 1             | "希望を信じるもの(前編)" "That Hope Is You、Part 1" | オラトゥンデ・オスンサンミ | ミシェル・パラダイス & ジェニー・ルメット & アレックス・カーツマン    | 2020年10月15日 |
| マイケルは930年先の未来の3188年に着くも、タイムスーツが宇宙船と衝突し、両者とも惑星ヒーマに墜落する。ディスカバリーとは亜空間通信でも連絡が取れない。宇宙船の持ち主である"配達人"ブッカーと協力してダイリチウムを入手し、絶滅危惧種のトランスワームを保護星に運ぶ。惑星連邦は120年前の"大火"と呼ばれる全宇宙でのダイリチウムの爆発で崩壊しており、ブッカーはマイケルを中継基地の廃墟に連れていく。宇宙艦隊の連絡官アディティア・サヒルに会うも、周辺にディスカバリーは見つからない。 |               |                                                     |                            |                                                                       |                |
| 31 | 2             | "遥かなり故郷" "Far From Home"                      | オラトゥンデ・オスンサンミ | ミシェル・パラダイス & ジェニー・ルメット & アレックス・カーツマン    | 2020年10月22日 |
| ディスカバリーは氷の惑星に不時着し、多くの乗員が負傷する。サルーとティリーは修理のために惑星を探検し、ザレという男に脅される異星人の鉱夫たちに会う。ザレはディスカバリーの補給品を奪おうとするが、二人を追ってきたジョージャウがザレと手下を倒す。サルーの命令でジョージャウはザレを殺さずに見逃す。三人は船に戻るも、寄生する氷のために離陸できない。ブッカーの船のトラクタービームがディスカバリーを引き上げる。マイケルが乗員たちに呼びかけ、未来に来て一年間ディスカバリーを探していたと語る。 |               |                                                     |                            |                                                                       |                |
| 32 | 3             | "地球の人々" "People of Earth"                      | ジョナサン・フレイクス     | Bo Yeon Kim & Erika Lippold                                           | 2020年10月29日 |
| 12年前に地球から発信された惑星連邦センナ・タル提督のメッセージを入手したマイケルは、ブックとともに、サルーが船長となったディスカバリーで地球に向かう。地球軌道では地球連合防衛軍が誰何し、アディラらが船内を調査する。今や貴重となったダイリチウムを狙うウェンの略奪船隊がディスカバリーを襲う。マイケルとブックはウェンを誘拐して地球連合防衛軍との対話を強制し、互いの誤解を解く。地球人ながら、タル提督の記憶を持つトリル人の共生生物を体内に抱えるアディラは、ディスカバリーに残る。ブックは自船で去り、ディスカバリーは地球へのアクセスを許される。 |               |                                                     |                            |                                                                       |                |
| 33 | 4             | "我を忘るなかれ" "Forget Me Not"                    | Hanelle Culpepper          | Alan McElroy & Chris Silvestri & Anthony Maranville                   | 2020年11月5日  |
| ディスカバリーは共生生物タルの記憶にアクセスできないアディラを乗せてトリル星に行くが、トリル人は"大火"後さらに貴重になった共生生物を他種族が抱えることに抵抗する。アディラは"マカラの洞窟"で他の共生生物と交流して記憶を取り戻す。瀕死のトリル人の恋人からタルを引き継いだことを思い出し、センナ・タル提督の記憶から連邦本部の座標を得る。カルバーの進言で、サルーはストレスを抱える乗組員の絆を深めるようとし、球体のデータを得た船のコンピューターが女性の自我を持っていることに気づく。 |               |                                                     |                            |                                                                       |                |
| 34 | 5             | "鋼の意志" "Die Trying"                             | Maja Vrvilo                | 原案:James Duff&Sean Cochran 脚本:Sean Cochran                        | 2020年11月12日 |
| ディスカバリーは隠された惑星連邦および宇宙艦隊の本部に到着するが、ヴァンス提督は乗組員たちの話を信用せず、ディスカバリーを没収し乗組員たちを尋問する。本部ではキリが謎の病気となり、マイケルは突然変異した植物の摂取が原因だと推測し、変異前の種子を入手しようとする。サルーを人質として本部に置き、遠距離にある種子保存船チホフにディスカバリーの胞子ドライブで飛ぶ。ナーンは、家族を失い死期の近い同族バーザン人の科学者が管理するチホフに残り、ディスカバリーは種子を持ち帰ってキリの治療を助ける。マイケルはチホフで聞いた”子守歌"とアディラの弾いていた曲が一致し、遠く離れた艦隊本部でもよく知られていることを不審に思う。ジョージャウは鏡像宇宙のテラン帝国が崩壊し、鏡像宇宙との往来が不可能になったと聞かされる。 |               |                                                     |                            |                                                                       |                |
| 35 | 6             | "ゴミを漁る者たち" "Scavengers"                     | Douglas Aarniokoski        | Anne Cofell Saunders                                                  | 2020年11月19日 |
| ディスカバリーは32世紀の技術で改装され宇宙艦隊に迎えられる。オリオン人とアンドリア人の運営する"エメラルド・チェーン"との敵対状況の下で、待機を命じられる。猫のグラッジだけを乗せたブックの船が艦隊本部に到着し、3週間前にブックがブラックボックスを探して、エメラルド・チェーンの勢力下の廃品回収惑星フンハウに向かったというメッセージをもたらす。マイケルはサルーの直接命令に背き、ジョージャウとともにブックの船でフンハウに行く。奴隷労働をさせられていたブックとアンドリア人のリンを救い出し、"大火"の原因追及に役立つ3個目のブラックボックスを手に入れる。マイケルはジョージャウの不調に気づく。アディラは死んだグレイと会話をする。マイケルとブックは愛情を確かめ合う。サルーはマイケルを副長から科学部門主任に降格する。 |               |                                                     |                            |                                                                       |                |
| 36 | 7             | "真の統一" "Unification III"                        | Jon Dudkowski              | Kirsten Beyer                                                         | 2020年11月26日 |
| マイケルは3個のブラックボックスからダイリチウム爆発の時間差を割り出し、人為的な現象であったと知る。ダイリチウムを用いない実験的なドライブ技術SB19との関連を疑う。ヴァンス提督は、バルカン人とロミュラン人がスポックの努力により統一されたニバー人が研究したSB19が"大火"を起こしたという疑いにより、ニバーは連邦から100年前に離脱したという。ディスカバリーはブックの船を搭載してニバーに向かう。ニバーの大統領は危険すぎるSB19のデータ引き渡しを拒むが、マイケルは審議会開催を強要し、クワト・ミラットに属していた母ガブリエレが娘のシャラン・クカイ（弁護人）となる。審議会ではいまだ残るバルカン人とロミュラン人の対立が表面化し、マイケルは要求を取り下げる。だが大統領はマイケルの正直さに感銘を受けてデータを渡す。サルーはティリーを臨時副長とする。 |               |                                                     |                            |                                                                       |                |
| 37 | 8             | "聖域" "The Sanctuary"                              | ジョナサン・フレイクス     | Kenneth Lin & Brandon A. Schultz                                      | 2020年12月3日  |
| ジョージャウの症状は深刻化し、カルバーの診断を受ける。スタメッツとアディラはニバーとブラックボックスのデータを統合し、"大火"がヴェルビン星雲に発し、そこから発する信号には"子守歌"と連邦の救難信号が含まれていることを知る。"大火"の影響で海バッタの被害を受けたブックの故郷クイジャンを、援助してきたエメラルド・チェーンの指導者オサイラーが訪れることになり、ディスカバリーが中立の監視者として向かう。ブックはマイケルとクイジャン地表に降り、兄弟のごときカイヒームに再会する。オサイラーはディスカバリーにリンの引き渡しを求めるが断られ、クイジャンを攻撃してマイケルとブックの引き渡しを強要する。デトマーとリンは二人を救うため、連邦の中立性を守りブックの船でオサイラーの船を攻撃する。オサイラーは反撃を誓って撤退する。ディスカバリーはブックとカイヒームの共感能力を増幅して海バッタに訴えかけ、海に戻す。リンは、エメラルド・チェーンのダイリチウムが枯渇しかけているとティリーに明かす。 |               |                                                     |                            |                                                                       |                |
| 38 | 9             | "時空よ、永遠に (前編)" "Terra Firma, Part 1"       | Omar Madha                 | 原案:Bo Yeon Kim & Erika Lippoldt & Alan McElroy 脚本:Alan McElroy    | 2020年12月10日 |
| ジョージャウの症状は鏡像宇宙から来た者が時間旅行をしたことに由来することが分かる。球体のデータはダナス5号星に治療法があることを示す。エメラルド・チェーンの脅威が迫る中、ヴァンス提督はサルーの拒否を覆してディスカバリーがジョージャウを連れていくことを許す。マイケルとジョージャウは地表に降り、カールと名乗る男と扉を見つける。ジョージャウが扉を通ると、そこはティリーが船長を務める鏡像宇宙のディスカバリーであり、過去にロルカとマイケルに裏切られた日である。ジョージャウは奴隷のサルーをスパイとし、宮廷船カロンの進水式で刺客のスタメッツを返り討ちにし、黒幕の養女マイケルを捕える。元の宇宙では、スタメッツとアディラがヴェルビン星雲からの信号を解読し、"大火"の数年前にダイリチウム調査に向かったケルピアンの調査船の船長からの救難信号が今日まで発信され続けていることを知る。 |               |                                                     |                            |                                                                       |                |
| 39 | 10            | "時空よ、永遠に (後編)" "Terra Firma, Part 2"       | Chloe Domont               | 原案:Bo Yeon Kim & Erika Lippoldt & Alan McElroy 脚本:Kalinda Vazquez | 2020年12月17日 |
| 鏡像宇宙では、ジョージャウがより穏やかな統治を実現しようとするが、反乱軍との戦いは避けられずにマイケルと相打ちになって死ぬ。ジョージャウは元の宇宙のカールとマイケルの前で目覚め、こちら側での一瞬の間に鏡像宇宙では三か月を生きたことを知る。カールは"永遠の管理者"と名乗り、ジョージャウは彼が開いたゲートを通り生存できる時空へ去る。ディスカバリー上では、スタメッツとアディラがヴェルビン星雲内のケルピアン船にハッキングを試み、ブックがエメラルド・チェーンの技術で増幅することを提案し、ヴァンス提督も許可する。マイケルが一人でディスカバリーに戻る。 |               |                                                     |                            |                                                                       |                |
| 40 | 11            | "スカール" "Su'Kal"                                 | Norma Bailey               | Anne Cofell Saunders                                                  | 2020年12月24日 |
| ディスカバリーはケルピアン船内に1個体の生命反応を検知し、救難信号を発したアイサ博士の子であると推測し、救助のためヴェルビン星雲に向かう。高放射線濃度の星雲内を、ブックが自船で偵察し、ダイリチウムでできた惑星に座礁した船を発見する。指揮をティリーに任せ、サルー、マイケル、カルバーが転送されるが、三人はホログラムのプログラム内に出現し、それぞれ地球人、トリル人、ベイジョー人の外見となる。ディスカバリーは三人を下したのち、高放射線を避けていったん星雲外に出るが、そこにオサイラー率いるエメラルド・チェーンの船が現れる。三人はホログラムの外の世界を知らないアイサ博士の息子スカールと慎重に交流する。ダイリチウムと高放射線に適応したスカールが"大火"の発生源だと知る。高放射線下では4時間しか健康を保てないため、ブックが自船で三人を救出に向かう。アディラが抗放射線薬をもって惑星に降下する。サルーとカルバーはスカールを保護するために残り、マイケルだけがブックとともに星雲外に出る。オサイラーはディスカバリーに乗り込んで制圧し、二人の目の前でディスカバリーは胞子ドライブで転移する。 |               |                                                     |                            |                                                                       |                |
| 41 | 12            | "潮時" "There Is a Tide..."                         | ジョナサン・フレイクス     | Kenneth Lin                                                           | 2020年12月31日 |
| オサイラーは攻撃を受けた偽装でディスカバリーを艦隊本部のシールド内に入れる。ブックとマイケルはブックの船で追い、ディスカバリーの格納庫に侵入する。オサイラーはザレを残して艦隊本部に入り、エメラルド・チェーンと惑星連邦の合併を提案する。ブックはリンとともにクルーを逃がした後、捕らえられる。マイケルはスタメッツを解放するも、カルバーを救うためにヴェルビン星雲に戻ることを主張する彼を昏倒させ、緊急脱出フィールドで船から脱出させる。ヴァンス提督はオサイラーが裁判にかけられることを主張し、オサイラーは席を立ってディスカバリーに戻り、リンを殺す。ザレはマイケルを捕らえる。ディスカバリー船内に潜むクルーたちは球体のデータに操作されるボットたちに助けられる。 |               |                                                     |                            |                                                                       |                |
| 42 | 13            | "希望を信じるもの(後編)" "That Hope Is You、Part 2" | オラトゥンデ・オスンサンミ | ミシェル・パラダイス                                                  | 2021年1月7日   |
| スタメッツは艦隊に回収される。ディスカバリー船内では、ブックとマイケルが捕らえられる。マイケルの呼んだニバー艦隊が応援に駆けつけてオサイラーは撤退を命じる。マイケルの懇願でヴァンスも宇宙艦隊を撤退させる。オサイラーはディスカバリーをヴェルビン星雲に向け、ブックを拷問してダイリチウムの在りかを吐かせようとし、生命維持装置を切って逃亡中のクルーを殺そうとする。マイケルはブックとともに逃げ出し、ティリーに連絡してナセルとの連結部を爆破させディスカバリーは停止する。オサイラーを倒し、データコアを再起動してコマンドを取り戻し、生命維持機能を復活させる。ティリーに指揮権を渡されたマイケルは、ワープコアを排出してディスカバリーを収容していたチェーンの巨大船ビリジアンを破壊し、ブックのクイジャン人としてのエンパス機能で胞子ドライブを起動させて脱出する。一方、ケルピアン船内のホログラム内にはザヒア人の外見となったアディラとバルカン人の外見となったグレイが現れる。グレイは船が崩壊しつつあることを知る。サルーはホログラム外の世界を恐れるスカールを説得し、ホログラムを停止させる。記録映像を見て、母らすべての乗組員を失ったスカールの叫びが亜空間を伝わって全宇宙のワープコアを停止させたことを知る。ディスカバリーが来て崩壊寸前の船から彼らを救う。エメラルド・チェーンは崩壊し、サルーはスカールとともにカミナー星に戻る。ヴァンス提督はマイケルをディスカバリーの船長とする。 |               |                                                     |                            |                                                                       |                |

### シーズン4のエピソード
| 通算 話数 | シーズン 話数 | タイトル                                | 監督                               | 脚本                                                               | 公開日         |
| --- | ------------- | --------------------------------------- | ---------------------------------- | ------------------------------------------------------------------ | -------------- |
| 43 | 1             | "コバヤシマル" "Kobayashi Maru"         | オラトゥンデ・オスンサンミ         | ミシェル・パラダイス & ジェニー・ルメット & アレックス・カーツマン | 2021年11月18日 |
| マイケルは宇宙艦隊アカデミーの再開校式典で惑星連邦大統領のライラ・リラクに会う。クイジャン星付近の宇宙ステーションから救難信号が届き、リラクを乗せてディスカバリーが向かう。何らかの重力異常によりステーションは制御不能の回転をしており、マイケルは自ら乗員の救助に向かう。リラクはマイケルの決断の正当性を疑う。故郷のクイジャンに来たブックは異常な現象を目撃して宇宙船で調査に飛び立つ。重力異常が惑星を破壊するのを目撃する。 |               |                                         |                                    |                                                                    |                |
| 44 | 2             | "重力異常" "Anomaly"                    | オラトゥンデ・オスンサンミ         | Anne Cofell Saunders & Glenise Mullins                             | 2021年11月25日 |
| ブックは故郷の惑星と家族を失って悲しむ。スタメッツは、リラクと宇宙艦隊の司令部に、前例のない巨大な重力異常現象がクイジャン星を破壊したと語る。サルーがディスカバリーに戻り、副長となる。ブックは自分の船で重力異常の中に入って調査をする。重力異常は移動方向を変え、ディスカバリーも損傷する。カルバーとアディラ・タルは、グレイ・タルの意識をシンスの肉体に移す。 |               |                                         |                                    |                                                                    |                |
| 45 | 3             | "生きることを選べ" "Choose to Live"     | Christopher J. Byrne               | Terri Hughes Burton                                                | 2021年12月2日  |
| ニバー星に住むクワト・ミラットの一員のジヴィニが宇宙艦隊の船を襲い、殺人を犯してダイリチウムを盗む。ニバーが惑星連邦再加盟の交渉中であるため、リラク大統領は慎重な処理を求め、マイケルは母ガブリエレ、ティリーとともにジヴィニを追う。衛星に見せかけた巨大宇宙船の中に入り、繭の中で冬眠する種族アブロニアンを見つける。ジヴィニは、体組成にラチナムを含むために追われるアブロニアンを重力異常現象から守るため、ダイリチウムで宇宙船を動かそうとしていたと語る。マイケルはジヴィニを逮捕するも宇宙船を移動させる。スタメッツとブックは重力異常のデータ処理のためにニバーに行く。スタメッツが重力異常現象をDMA(ダーク・マター異変)と名付ける。トゥリナが精神融合でブックに死んだ甥の姿を見せる。グレイ・タルが新しい体で目覚める。 |               |                                         |                                    |                                                                    |                |
| 46 | 4             | "すべては可能" "All Is Possible"        | ジョン・オットマン                 | Alan B. McElroy & Eric J. Robbins                                  | 2021年12月9日  |
| リラクはニバーの惑星連邦再加盟交渉にマイケルとサルーの参加を求める。交渉は行き詰まるも二人の妥協案で打開される。キャリアに悩むティリーは気分転換のため、士官候補生たちとアディラを率いてチームワーク訓練のプログラムを率いる。チームは危険な衛星に不時着し、当初の不和を克服して救助され宇宙艦隊本部に運ばれる。コヴィッチの勧めでティリーは宇宙艦隊アカデミーの教官となる。 |               |                                         |                                    |                                                                    |                |
| 47 | 5             | "見せしめ" "The Examples"               | Lee Rose                           | Kyle Jarrow                                                        | 2021年12月16日 |
| DMAは一瞬で1000光年を移動し、自然現象ではないことが分かる。科学者ルオン・タルカがディスカバリーに乗船する。ディスカバリーはDMAの進路にある小惑星帯の入植者を避難させるが、囚人は解放されない。マイケルとブックは囚人の避難に向かい、無実を主張する囚人たちにディスカバリーでの保護を約束して避難させる。だが囚人の一人フェリックスは強盗殺人の罪を犯したことを認めて避難を拒否し、DMAのために死亡する。マイケルは盗品を被害者の娘に返す。 |               |                                         |                                    |                                                                    |                |
| 48 | 6             | "ストーミー・ウェザー" "Stormy Weather" | ジョナサン・フレイクス             | Anne Cofell Saunders & Brandon Schultz                             | 2021年12月23日 |
| ディスカバリーはDMAが作った亜空間断層に調査に入り、脱出不能となる。ブックとスタメッツが胞子ジャンプで脱出しようとするが、ブックは父親の幻視を見始める。スタメッツは銀河系の端にある銀河バリアの粒子が幻視を見せていると知る。ディスカバリーのコンピューター"ゾーラ"がデータに圧倒されて正常に作動しなくなったため、グレイがゲームを共にして回復させ、ゾーラは脱出法を見つける。マイケルは乗組員全員を転送バッファーに入れて守りながら、ゾーラとともに船を操船して脱出を果たす。 |               |                                         |                                    |                                                                    |                |
| 49 | 7             | "結びつき" "...But to Connect"          | Lee Rose                           | Terri Hughes Burton & Carlos Cisco                                 | 2021年12月30日 |
| ゾーラはDMAの創造者"10-C"の座標を知るが、乗員たちの安全を気遣って報告を拒む。コヴィッチは調査の結果、ゾーラを新しい生命体と認め、船に残るためには宇宙艦隊の一員となり上官の命令に服さなければならないと伝える。ゾーラはこれを受け入れて座標を明らかにする。マイケルとブックは10-Cに関する会議に出席する。リラクとマイケルは戦いを避けるために交渉を望むが、タルカは10-Cを攻撃し滅ぼすよう主張し、ブックもこれを支持する。会議は交渉を議決するも、タルカとブックは攻撃のために逃亡する。 |               |                                         |                                    |                                                                    |                |
| 50 | 8             | "オールイン" "All In"                   | Christopher J. Byrne & Jen McGowan | Sean Cochran                                                       | 2022年2月10日  |
| 10-Cを滅ぼす武器はアイソリニウムを必要とし、マイケルはブックが入手する場所に思い当たる。リラクはマイケルがタルカとブックを追うのを禁じるが、ヴァンスが密かに許可する。マイケルとブック、マイケルとオオセクンはそれぞれカジノに来てアイソリニアムを競り、オーナーはカードゲームで買い手を決める。マイケルは負けるも追跡装置をアイソリニウムに付ける。マイケルがオーナーから買った星図には、銀河バリア―の外の巨大なハイパーフィールドがあり、DMAが採掘した希少物質ボロナイトから動力を得ている。 |               |                                         |                                    |                                                                    |                |
| 51 | 9             | "ルビコン川" "Rubicon"                  | Andi Armaganian                    | Alan McElroy                                                       | 2022年2月17日  |
| マイケルとブックの恋人関係が危惧されたため、かつてディスカバリーの乗員だったナーンが再び配属されて、ブックとタルカの追跡を監督する。ディスカバリーはブックの船のそばにジャンプし、サルーが侵入する。サルーは発見され、ブックが追跡装置を停止する。ブックの船はDMAの中へ侵入し、ディスカバリーが追跡する。ナーンはブックの船を破壊すると脅し、ブックはDMA中心のコントローラー破壊をためらうが、タルカが武器を発射してコントローラーとDMAを破壊する。だが同じ場所にDMAが再び出現する。タルカとブックは逃亡する。 |               |                                         |                                    |                                                                    |                |
| 52 | 10            | "銀河バリア" "The Galactic Barrier"     | Deborah Kampmeier                  | Anne Cofell Saunders                                               | 2022年2月24日  |
| DMAは地球やニバーに迫る。10-Cからの報復を恐れ、リラクおよびトゥリナら外交団、そして科学者たちがディスカバリーに乗船して危険な銀河バリアを抜けて10-Cの座標に向かう。タルカは以前囚人だった惑星に向かいプログラマブル反物質を入手する。親しかった囚人仲間のオロスが平行世界に移動したと信じ、彼と再会するために10-Cの動力源が必要だという。 |               |                                         |                                    |                                                                    |                |
| 53 | 11            | "ロゼッタ・ストーン" "Rosetta"          | Jeff Byrd & Jen McGowan            | Terri Hughes Burton                                                | 2022年3月3日   |
| マイケルは、ハイパーフィールドのそばにある無人の惑星をサルー、カルバー、デトマーとともに調査する。かつて小惑星に衝突され燃え尽きたガス惑星であり、10-Cの故郷だと思われる。攻撃を主張する地球連合の将軍ディアタ・ンドイエは時間の無駄だと考えるが、他の外交団は10-Cの情報を得る機会として支持する。一行は惑星上で強い感情を引き起こす幻視を見始める。その原因が検出された炭化水素化合物であることが判明し、10-Cが炭化水素を使ってコミュニケートするのだということがわかる。彼らの恐怖と痛みの感情から、自分たちを守るためにハイパーフィールドを作ったのだろうと推測する。タルカとブックは密かに船をディスカバリーに接舷し、ジェット・リノを捕らえる。ブックはDMAを無効化するために協力してほしいとンドイエを説得する。 |               |                                         |                                    |                                                                    |                |
| 54 | 12            | "生命体テン・シー" "Species Ten-C"      | オラトゥンデ・オスンサンミ         | Kyle Jarrow                                                        | 2022年3月10日  |
| ディスカバリーは平和を意味する炭化水素をハイパーフィールドに放出し、未知の物質からなる球体に引き込まれた。炭化水素を介した対話が始まり、10-CはなぜDMAを破壊したか尋ね、ディスカバリーはDMAへの恐怖を伝える。サルーはDMAが引き起こした被害に気付いていないのではないかと考える。タルカはンドイエにディスカバリーのプラズマを放出させてブックの船を球体から脱出させ、DMAの動力源に向かい破壊しようとする。リノはハイパーフィールドが崩壊して、その影響が地球やニバーに及び結局滅亡に繋がると推測し、ブックがタルカを阻止しようとするも束縛される。 |               |                                         |                                    |                                                                    |                |
| 55 | 13            | "帰郷" "Coming Home"                    | オラトゥンデ・オスンサンミ         | ミシェル・パラダイス                                               | 2022年3月17日  |
| タルカはDMAの動力源を破壊しようとする。トゥリナは、10-Cが集団意識を持ち、タルカが個人として行動することを理解できないことを悟る。ディスカバリーも球体を脱出してブックの船を追うが、プラズマ流のために近づけない。ンドイエがシャトルでブックの船に衝突して障害を消す。タルカはブックを転送させ自らは残り爆死する。ンドイエとリノは生きて転送される。ディスカバリーの乗員たちは10-Cと会話し、タルカの行動が個人的なものであったことを伝える。10-Cは生存していたブックを返し、DMAを停止させて地球やニバーの危機は去る。ブックは感応能力を使い、10-CにDMAを二度と使わないこととハイパーフィールドは必要ないことを説く。10-Cはハイパーフィールドを停止し、ワームホールを通してディスカバリーを地球へ送る。危機が去った後、地球連合は惑星連邦に再加盟する。ブックはタルカとの行為への罰として、DMAの被害を受けた種族を援助する任務に就く。 |               |                                         |                                    |                                                                    |                |

### シーズン5のエピソード
| 通算 話数 | シーズン 話数 | タイトル                                | 監督                       | 脚本                               | 公開日        |
| --- | ------------- | --------------------------------------- | -------------------------- | ---------------------------------- | ------------- |
| 56 | 1             | "レッド指令" "Red Directive"            | オラトゥンデ・オスンサンミ | ミシェル・パラダイス               | 2024年4月4日  |
| ニバー星大統領トゥリナと恋仲となったサルーは連邦大使の職を打診される。800年前のロミュラン科学船が発見され、レッド指令によりディスカバリーと、レイナーを船長とするU.S.S.アンタレスが貴重な遺物回収に向かう。作戦はコヴィッチが主導し、ヴァンス提督も詳細は知らされない。だが配達人のモルとラアクが先回りしてロミュランの保管箱を奪う。マイケルは元配達人のブックの力を借りて二人が故買人のフレッドに売却すると推測し、クマウに向かう。レイナーを加えて二人を追跡するも、シンスのフレッドは殺され、山崩れから町を救う間に見失う。アカデミーで教えるティリーに頼んで機密情報にハッキングし、保管箱の中にはロミュラン人のヴェレク博士の日記があったことを知る。マイケルはコヴィッチを追及し、かつて全宇宙のヒューマノイド種族の祖先である「創始者」のメッセージを、ジャン＝リュック・ピカードとともに目撃したヴェレクが、その強力な生命設計技術を入手したと聞き出す。日記にあった双子の月の絵は、かつて訪れたヴィリーン星系の惑星リレクに合致する。 |               |                                         |                            |                                    |               |
| 57 | 2             | "双子の月の下に" "Under the Twin Moons" | Doug Aarniokoski           | Alan McElroy                       | 2024年4月4日  |
| レイナーは山崩れを引き起こしたことで審問にかけられる。ディスカバリーは艦隊本部で修理を受け、トゥリナとの結婚と連邦大使への転職を決意したサルー、ブック、ティリーを乗せてリレクに向かう。マイケルとサルーは地上に降り、プロミリア人の墓場を守るドローンに襲われる。艦隊本部からのレイナーの助言に救われ、ヴェレクが謎めいた碑文を残した石碑を発見する。先回りしたモルとラアクが破壊した碑文を読み解き、石碑の下から遺物を発見する。ブックはモルとラアクと直接通信し、モルがかつての師匠の娘マリーンであることに気づく。ディスカバリーのクルーは遺物が5つに分割された地図の一つであり、碑文から次の遺物はトリルにあると知る。ディスカバリーは艦隊本部に戻り、サルーを降ろす。マイケルは、早期退職を勧められたレイナーに副長の座を提供する。 |               |                                         |                            |                                    |               |
| 58 | 3             | "ジナール" "Jinaal"                     | Andi Armaganian            | Kyle Jarrow & Lauren Wilkinson     | 2024年4月11日 |
| 次の遺物の手掛かりは800年前のトリル人ジナール・ビクスを指し、レイナーを副長として加えたエンタープライズはトリル星に向かう。マイケル、ブック、カルバー、アディラはトリル星に降り、守護者ズィー、現在のジナールの宿主カルザラ・ビクスとグレイ・タルに迎えられる。一時的にジナールの意識を転移されたカルバーは、第2の遺物の隠し場所へ案内する。800年前のドミニオン戦争のさなかに6人の科学者が創始者の危険な技術を研究し、その結果を隠して手がかりとなる遺物を残したと話す。マイケルとブックは第2の遺物を入手し、次の目的地を知る。モルも密かにトリル星に潜入している。レイナーはティリーに強いられて嫌々クルーに溶け込もうとする。サルーは大使の職務を始め、トゥリナと自分の婚約を好まないニバー星の対抗勢力のことを知らされる。 |               |                                         |                            |                                    |               |
| 59 | 4             | "未知に立ち向かえ" "Face the Strange"   | Lee Rose                   | Sean Cochran                       | 2024年4月18日 |
| モルとラアクはタイムバグをディスカバリーに仕込み、様々な時間軸へ飛ばしてエネルギーを枯渇させ、その間に創始者の技術を入手しようとする。最初の時間跳躍の際にたまたま転送中だったマイケルとレイナーは時間跳躍の影響を受けず、同じく影響外にあるスタメッツと協力してタイムバグを止めようとする。30年後の未来では創始者の技術を買ったブリーン人が連邦本部を破壊している。3人はマイケルがいまだ反逆者だった頃の過去のディスカバリーで、クルーたちの疑念と妨害にさらされながらも、彼らと触れ合って得た知識で説得し、タイムバグを止めて元の時代に戻る。 |               |                                         |                            |                                    |               |
| 60 | 5             | "鏡像" "Mirrors"                        | Jen McGowan                | Johanna Lee & Carlos Cisco         | 2024年4月25日 |
| ディスカバリーは第3の遺物を探してワームホールに来る。マイケルとブックがシャトルでワームホールに入り、モルとラアクの船の残骸と、鏡像宇宙から来たI.S.S.エンタープライズを見る。マイケルとブックはI.S.S.エンタープライズに入り、難民を乗せた後に放棄された形跡を認め、モルとラアクに出会う。ラアクが異種族モルとの愛のために指名手配命令エリガ－をかけられたブリーン人であることを知り、連邦への投降を説得するも拒否される。マイケルは第3の遺物を奪う。ディスカバリーの努力でI.S.S.エンタープライズは元の宇宙に脱出するも、モルとラアクは逃亡する。800年前に鏡像宇宙から亡命して来たドクター・チョウが宇宙艦隊に入隊し、創始者の技術の調査に参加したことが分かる。 |               |                                         |                            |                                    |               |
| 61 | 6             | "口笛言語" "Whistlespeak"               | Christopher J. Byrne       | Kenneth Lin & Brandon A. Schultz   | 2024年5月2日  |
| 第3の遺物とともに見つかった手掛かりの小瓶に入った蒸留水と、コヴィッチがもたらした、創始者技術の調査に参加した科学者のリストから、第4の遺物はデノビュラ人の交易ルート上にあった惑星ハレムノとわかる。ワープ前の技術段階にいる住民ハレムナイトを砂嵐から守るためにクリール博士が建設した5つの塔の天候制御装置は故障しかけ、住民は危機に陥っている。マイケルとティリーは惑星に降り、デノビュラ人を神と崇めて行われる塔までの競走に参加する。マイケルは故障しかけた制御パネルを修理するも、住民は競走に優勝したティリーを人身御供に捧げようとする。マイケルは最優先指令(Prime Directive)を破って住民に事実を告げ、塔の制御装置の維持管理方法を教えてティリーを救う。マイケルとティリーは第4の遺物と次の手掛かりを見つける。カルバーはジナールの意識の転移の後遺症に悩まされてブックに相談する。U.S.S.ロッケラーがモルとラアクを見つける。 |               |                                         |                            |                                    |               |
| 62 | 7             | "エリガ－" "Erigah"                     | Jon Dudkowski              | M. Raven Metzner                   | 2024年5月9日  |
| ナーン中佐の監督の下、ディスカバリーにモルと重傷を負ったラアクが移送される。指名手配命令エリガ－をかけられたラアクを求めて、ブリーンの巨大な戦艦が艦隊本部に来る。過去に故郷をブリーンに蹂躙されたレイナーは攻撃を主張する。ブリーンの指揮官ルーン団長は、自らが皇帝となるために帝位継承者である甥のラアクの引き渡しを求める。リラク大統領不在のために、トゥリナが代理を務めて交渉する。モルを脱走させようとしたラアクは症状が悪化して死亡し、ブリーンと連邦は一触即発となる。ラアクと結婚していたモルは創始者の技術で夫を蘇らせるためにブリーンに同行し、当面の戦争は避けられるも創始者の技術がブリーンに渡る危機となる。ディスカバリーのクルーは手掛かりを解読して最後の遺物の在りかを見つける。 |               |                                         |                            |                                    |               |
| 63 | 8             | "迷宮" "Labyrinths"                     | Emmanuel Osei-Kuffour      | Lauren Wilkinson & Eric J. Robbins | 2024年5月16日 |
| ディスカバリーは最後の遺物が"バッドランド"にある事をつきとめ、保管庫の管理人ハイレルに迎えられる。ハイレルはマイケルにヴェレク博士の残した本「心の迷宮」を閲覧させ、ブックには絶滅したクイジャン人の遺物「世界の木の根」を見せる。本の中の装置に触れたマイケルは倒れ、その精神は自分の心象風景を模した仮想空間に捕らえられる。ブックの姿をとったヴェレクの仲間の神経科学者デレクス博士のプログラムにより、創始者の技術を入手するのにふさわしい人物かどうかテストされる。現実世界ではブリーン艦も保管庫に到着し、最後の遺物の引き渡しを求める。マイケルはテストに合格して最後の遺物を入手して地図を完成させ、最後の謎を解く知識を与えられる。ルーン団長は保管庫を破壊すると脅し、マイケルは地図を渡すがルーンは約束を破ってディスカバリーを攻撃する。マイケルはディスカバリーの破壊を偽装して逃げるも船は大きく損傷する。ブリーン艦に同行していたモルはラアクの復活を唱えて反乱を起こし、ルーンを殺す。 |               |                                         |                            |                                    |               |
| 64 | 9             | "ラグランジュポイント" "Lagrange Point" | ジョナサン・フレイクス     | Sean Cochran & Ari Friedman        | 2024年5月23日 |
| 艦隊本部ではルーン団長の死後に5人の他の団長がブリーン帝位を狙い、そのうちタハル団長の艦隊がモルの乗る艦を追ってルーン団長の残した兵を吸収しようとしていることを知る。サルーはタハルの到着を遅らせる任務に志願する。ディスカバリーは応急修理を施し、遮蔽の下で創始者の技術の隠された座標に到着し、2つのブラックホールのラグランジュポイントに浮かぶ800年前の物体を見つける。モルの乗る艦が到着して物体を回収する。マイケル、ブック、アディラ、リースはブリーン人に変装して艦に潜入し、物体を奪おうとする。物体は別の次元へのポータルであり、ラアクを携帯パターン・バッファ―に収めたモルは中に入り、マイケルも後を追って姿を消す。レイナーはディスカバリーの遮蔽を解いてブリーン艦のシャトルベイに突っ込ませ、物体は宇宙空間に投げ出される。 |               |                                         |                            |                                    |               |
| 65 | 10            | "命と人生" "Life, Itself"               | オラトゥンデ・オスンサンミ | Kyle Jarrow & ミシェル・パラダイス | 2024年5月30日 |
| サルーはナーンと共に、ポータルに向かうタハルの艦隊に接近する。交渉して進路を変えさせるも、タハルは遮蔽した偵察船をポータルに向かわせる。ディスカバリーはブリーンの戦闘機の編隊を全滅させる。ブックとカルバーはシャトルでポータルを回収に向かう。レイナーはディスカバリーを第1船体と第2船体に分離し、ブリーン艦と偵察船を挟む形で胞子ドライブを稼働させ銀河バリアまで飛ばすという作戦を成功させる。モルとマイケルはポータルの先の高次元空間に入る。惑星連邦を信用しないモルは最後の謎を急いで解こうとして失敗する。マイケルは正しく謎を解いて創始者と話し、創始者もまたこの技術を使って何者かにより創造されたと聞かされる。だがこの技術をもってしても、元の記憶を持つラアクを蘇生させることは出来ない。マイケルは創始者の技術の管理者となる資格を与えられるも、考慮する時間を求めて保留する。マイケルとモルはディスカバリーに回収される。マイケルは1個人1文明が扱うにはあまりに強力である創始者の技術を封印するため、ポータルをブラックホールに放棄する。マイケルは艦隊本部でコヴィッチに会い、今回のレッド指令は終了し記録は全て機密扱いとなることやモルのスカウトを考えていることを知らされる。そして彼は時間エージェントのダニエルスであると正体を明かす。サルーとトゥリーナは結婚し、マイケルとブックも愛を告白し合う。数十年後、提督となりブックと暮らすマイケルを船長となった息子リドが迎えに来て、艦隊本部で改装前の姿に戻されたディスカバリーへ連れていく。マイケルはゾーラにレッド指令として銀河の果ての座標で無人のまま長い年月"クラフト"を待つという任務を与え、最後のジャンプを行う。 |               |                                         |                            |                                    |               |

## 製作

### シーズン1
2015年の11月にスタートレックの新シリーズ制作がCBSから発表された。スタートレック・シリーズの脚本経験をもつアレックス・カーツマンとブライアン・フラーが共にショーランナー及び原案を手掛け、後にニコラス・メイヤーやトレヴァー・ロス、ジーン・ロッデンベリーの息子であるロッド・ロッデンベリーらが製作総指揮に加わった。2016年7月23日、サンディエゴ・コミコンにてフラー司会進行によるトークイベントが催され、その際に新シリーズのタイトルが「スタートレック:ディスカバリー」であることが公にされた。同年10月、フラーは多忙を理由にショーランナーから退いたが、その任をグレッチェン・J・バーグとアーロン・ハーバーツが継ぐこととなった。
CBSの運営する配信サービスであるCBS All Accessにとって初のオリジナル脚本のドラマとして2017年の1月から配信開始の予定であったが、内容に万全を期したいという製作陣の意向から5月に延期された。その後、主役を演じるマーティン＝グリーンのスケジュール調整も相まって更に延期が進み、結果的に配信が開始されたのは同年9月からであった。

### シーズン2
2017年10月23日にシーズン2の製作が発表された。
アキヴァ・ゴールズマンはシーズン1の後、製作には戻らなかった。シーズン2のエピソード1の製作後、ハーバーツとバーグはCBSに解雇され、カーツマンが唯一のショーランナーになった。

### シーズン3
2019年2月27日にシーズン3の製作が発表された。
シーズン3では、カーツマンに加えてミシェル・パラダイスがショーランナーかつ製作総指揮となった。

### シーズン4
2020年10月にシーズン4の製作が発表され、翌月に撮影が開始された。

### キャスティング
出演者の情報はミシェル・ヨーを皮切りに
次々と明らかになっていった。主人公に関しては製作当初から女性であることが確定しており、アフリカ系の女優を起用するのではと憶測を呼んだが、選考を幾度か重ねた結果、役の設定を的確に把握出来る演技が評価されソネクア・マーティン＝グリーンに決定した。

## 派生番組および関連メディア

### アフター・トレック
CBS All Accessでは、シーズン1の各エピソード配信直後に『アフター・トレック』と題するライブショーを生配信し、出演者やスタッフなどを招いてシリーズや過去のスター・トレックのシリーズについてのトークを繰り広げ、視聴者からの投稿にリアルタイムで答える。日本では、2017年9月26日からNetflixが録画配信している。シーズン2では打ち切られ、facebookでのライブストリーム"The Ready Room"に置き換えられた。
| 通算 話数 | 話題になったエピソード                       | ゲスト | 放送日         |
| --------- | -------------------------------------------- | --- | -------------- |
| 1         | "バルカンの挨拶" "連星系の戦い"              | アーロン・ハーバーツ、ジェームズ・フレイン                                                                                | 2017年9月24日  |
| 2         | "支配するもの"                               | アーロン・ハーバーツ、 メアリー・ワイズマン                                                                               | 2017年10月1日  |
| 3         | "殺戮者のナイフは子羊の悲鳴など気にかけない" | ジェイソン・アイザックス, ダグ・ジョーンズ、 アーロン・ハーバーツ、グレッチェン・J・バーグ                                | 2017年10月8日  |
| 4         | "我に苦痛を与えよ"                           | メリー・チーフォ、 ケネス・ミッチェル、アーロン・ハーバーツ、グレッチェン・J・バーグ                                      | 2017年10月15日 |
| 5         | "忘却の川"                                   | グレッチェン・J・バーグ                                                                                                   | 2017年10月22日 |
| 6         | "正気を狂気に変えるマジック"                 | アンソニー・ラップ、ウィルソン・クルーズ、レイン・ウィルソン                                                              | 2017年10月29日 |
| 7         | "汝、平和を欲するなら、戦いに備えよ"         | ジェーン・ブルック、テッド・サリバン、ダグ・ジョーンズ                                                                    | 2017年11月5日  |
| 8         | "深き森の奥へ"                               | ソネクア・マーティン＝グリーン、メアリー・ワイズマン、ボ・ヨン・キム、エリカ・リポールト                                  | 2017年11月12日 |
| 9         | "我の意志にあらず"                           | メリー・チーフォ、ウィルソン・クルーズ、アーロン・ハーバーツ、グレッチェン・J・バーグ、サム・バーソロミオス               | 2018年1月7日   |
| 10        | "内なる狼"                                   | シャザド・ラティフ、テッド・サリヴァン、メリー・チーフォ                                                                  | 2018年1月14日  |
| 11        | "大それた野心"                               | ジョナサン・フレイクス、アンソニー・ラップ、ジョードン・ナーディーノ                                                      | 2018年1月21日  |
| 12        | "過去は序章"                                 | ジェイソン・アイザックス、テッド・サリヴァン、レッカ・シャルマ                                                            | 2018年1月28日  |
| 13        | "外なる戦い、内なる戦い"                     | オラトゥンデ・オスンサンミ、ジャスティン・シミエン、ダグ・ジョーンズ                                                      | 2018年2月4日   |
| 14        | "新たなる旅立ち"                             | ソネクア・マーティン＝グリーン、アンソニー・ラップ、アレックス・カーツマン、アーロン・ハーバーツ、グレッチェン・J・バーグ | 2018年2月11日  |

### スタートレック:ショートトレック
2018年10月4日から、CBS All Accessではスピンオフとして各話15分で4話からなる『スタートレック:ショートトレック』シーズン1を配信し、日本でもNetflixで公開されたが、本編とともに配信停止となった。シーズン1は、2020年1月にはスーパー!ドラマTVでも放送された。6話からなるシーズン2は2019年10月5日から順次配信され、そのうち第1話から3話は『スタートレック:ディスカバリー』関連であり、第4話のアニメーションにはクマムシが、第5話のアニメーションには少女の頃のマイケル・バーナムが登場する。

### DVDおよびBlu-ray
日本では、DVDおよびBlu-rayはNBCユニバーサル・エンターテイメントジャパンが販売し、シーズン1は2018年12月19日より、シーズン2は2019年12月4日より、シーズン3は2021年12月8日より、シーズン4は2022年12月7日より発売されている。

### スタートレック:ストレンジ・ニュー・ワールド
2020年5月15日、クリストファー・パイク、スポック、ナンバーワンの3人を中心としたスピンオフシリーズ『スタートレック:ストレンジ・ニュー・ワールド』"Star Trek: Strange New Worlds"が発表された。3人はスタートレック:ディスカバリーと同じ配役となる。2022年5月5日より配信開始された。なお日本では、ビデオ・オン・デマンドサービスのWOWOWオンデマンドおよびJ:COM STREAMにてParamount+の番組ラインアップの一部の配信が始まり、当番組は2023年11月24日より先行配信、同年12月1日より正式に配信が開始された。

### セクション31 映画
2023年4月18日、ミシェル・ヨー演じる、鏡像宇宙のテラン帝国元皇帝であるフィリッパ・ジョージャウを主人公とするセクション31のParamount+オリジナル映画が発表された。

## 評価

### シーズン1第1話の視聴者数と新規登録数
第1話のみは、CBS All Accessでの配信に先立ってCBSで放送され、950万人に視聴された。
また第二話の配信を視聴するため、CBS All Accessへの新規登録数は一日当たりだけではなく、週間かつ月間の最高を記録した。